# Liste der Kulturdenkmäler in Hamburg-Bramfeld
Die Liste der Kulturdenkmäler in Hamburg-Bramfeld enthält die in der Denkmalliste ausgewiesenen Denkmäler auf dem Gebiet des Stadtteils Bramfeld der Freien und Hansestadt Hamburg.
Basis ist der Datensatz Denkmalliste Hamburg auf dem Transparenzportal Hamburg. Dieser enthält alle Objekte, die rechtskräftig nach dem Hamburger Denkmalschutzgesetz vom 5. April 2013 unter Denkmalschutz stehen (§ 6 Abs. 1 DSchG HA) oder zumindest zeitweise standen. Die Denkmalliste steht auch als PDF-Dokument zur Verfügung. Alle Denkmäler in Bramfeld, die schon nach dem Denkmalschutzgesetz vom 3. Dezember 1973, zuletzt geändert am 27. November 2007, unter Denkmalschutz standen, sind auch auf der Liste der Kulturdenkmäler im Hamburger Bezirk Wandsbek zu finden.

## Legende
- ID: Gibt die vom Denkmalschutzamt Hamburg vergebene Objekt-ID (Identifikationsnummer) des Kulturdenkmals an, (in Klammern gegebenenfalls die Denkmalnummer nach altem Denkmalschutzgesetz).
- Adresse: Nennt den Straßennamen und, wenn vorhanden, die Hausnummer des Kulturdenkmals. Die Grundsortierung der Liste erfolgt nach dieser Adresse.
- Art: Zeigt an, ob es ein Objekt („O“) oder ein Ensemble („E“) ist.
- Datierung: Gibt die Datierung an; das Jahr der Fertigstellung bzw. den Zeitraum der Errichtung.
- Ensemble: Gibt die Nummer des Ensembles an, zu der das Objekt gehört, bzw. bei Ensembles die Nummer des Ensembles selbst.

Hinweis: Die Grundsortierung der Liste erfolgt nach der Adresse und ist alternativ nach ID, Art (Objekt oder Ensemble), Typ, Datierung, Entwurf oder Kurzbeschreibung sortierbar.

| ID           | Adresse | Art | Typ                                                 | Kurzbeschreibung                                                                            | Datierung              | Entwurf                                             | Ensemble | Bild |
| ------------ | --- | --- | --------------------------------------------------- | ------------------------------------------------------------------------------------------- | ---------------------- | --------------------------------------------------- | -------- | --- |
| 29674        | Am Ehrenmal westlich von Nr. 14a (Lage) | O   | Kriegerdenkmal (Kriegerdenkmal 1914/18 und 1939/45) | Kriegerdenkmal Am Ehrenmal, Hügel, Skulptur, Hecken, Stufen und Rundbogen                   | 1918                   | Schurig, Karl (Entwurf); Wendt, Johann (Ausführung) |          | |
| 26392        | Am Stühm-Süd 81 (Lage) | O   | Kirchengebäude                                      | Simeon-Kirche                                                                               | 1960/1961              | Petersen, Horst                                     |          | BW |
| 30991        | Bramfelder Chaussee 390, 392, Elbinger Kehre 1, 2, 3, 4, 5, 6a, 6b, 6c, 6d, 6e, 6f, 7a, 7b, 7c, 7d, 7e, 7f, 8a, 8b, 8c, 8d, 8e, 8f, 9a, 9b, 9c, 9d, 9e, 9f, 10a, 10b, 10c, 10d, 10e, 10f, 11, 12, 13, 14, 15, Erbsenkamp 22a, 22b, 22c, 22d, 22e, 22f, 22g, 26a, 26b, 26c, 26d, 26e, 30a, 30b, 30c, 32a, 32b, 32c, 32d, 32e, 32f, Goldaper Kehre 1, 2, 3, 4, 5, 6a, 6b, 6c, 6d, 6e, 7a, 7b, 7c, 7d, 7e, 8a, 8b, 8c, 8d, 8e, 9a, 9b, 9c, 9d, 9e, 10, 11, 12, 13, 14, Gumbinner Kehre 1, 2, 3, 4, 5, 6a, 6b, 6c, 6d, 6e, 7a, 7b, 7c, 7d, 7e, 8a, 8b, 8c, 8d, 8e, 9a, 9b, 9c, 9d, 9e, 10, 11, 12, 13, Heilsberger Hang 1a, 1b, 1c, 1d, 3a, 3b, 3c, 3d, 4a, 4b, 4c, 4d, 5a, 5b, 5c, 5d, 6a, 6b, 6c, 6d, 6e, 7a, 7b, 7c, 8a, 8b, 8c, 9a, 9b, 9c, 10a, 10b, 10c, 11a, 11b, 11c, 12a, 12b, Hirsekamp 10, 20, Hohnerkamp 67, 69, 71, 73, 75, 77, 79, 81, 83, 85, 87, 87a, 90, 91, 93a, 93b, 93c, 93d, 93e, 93f, 93g, 93h, 93i, 95a, 95b, 95c, 95d, 100, 110, 113a, 113b, 113c, 113d, 115a, 115b, 115c, 115d, 115e, 115f, 115g, 119a, 119b, 119c, 119d, 119e, 119f, 120a, 120b, 120c, 120d, 120e, Insterburger Straße 1a, 1b, 1c, 9a, 9b, 9c, 9d, 9e, 9f, 10a, 10b, 10c, 11a, 11b, 11c, 11d, 11e, 11f, 11g, 12a, 12b, 12c, 12d, 12e, 13a, 13b, 13c, 13d, 13e, 13f, 13g, 13h, 14a, 14b, 14c, 15a, 15b, 15c, 15d, 16a, 16b, 16c, 17a, 17b, 17c, 17d, 18a, 18b, 19a, 19b, Johannisburger Stieg 1, 3, 5, 7, 9, 11, 13, 15, 17, 19, 21, 23, 25, 27, 29, 31, 33, 35, 37, 39, Königsberger Straße 2, 2a, 4, 4a, 6, 6a, 7a, 7b, 7c, 7d, 8, 8a, 9a, 9b, 9c, 9d, 10, 10a, 11a, 11b, 11c, 11d, 12, 13a, 13b, 13c, 13d, 14a, 14b, 14c, 14d, 14e, 14f, 14g, 14h, 14i, 14k, 14l, 15a, 15b, 15c, 15d, 16a, 16b, 16c, 16d, 16e, 16f, 16g, 16h, 18a, 18b, 18c, 18d, 18e, 20a, 20b, 20c, 20d, 20e, 22a, 22b, 22c, 22d, 22e, 24a, 24b, 24c, 24d, 24e, 25, 25a, 26a, 26b, 26c, 26d, 26e, 28a, 28b, 28c, 28d, 28e, Lüdmoor 2, 12, 22, Marienwerder Straße 25a, 25b, 25c, 25d, 26a, 26b, 26c, 27a, 27b, 27c, 27d, 28a, 28b, 28c, 28d, 28e, 29a, 29b, 29c, 30a, 30b, 30c, 31a, 31b, 31c, 32a, 32b, 32c, 33a, 33b, 34a, 34b, 34c, Ortelsburger Stieg 1, 3, 5, 7, 9, 11, 13, 15, 17, 19, 21, 23, 25, 27, 29, 31, 33, 35, 37, 39, 41, 43, 45, 47, 49, 51, 53, 55, 57, Trakehner Kehre 1, 2, 3, 4, 5, 6a, 6b, 6c, 6d, 6e, 7a, 7b, 7c, 7d, 7e, 8a, 8b, 8c, 8d, 8e, 9a, 9b, 9c, 9d, 9e, 10, 11, 12, 13, 14, Hohnerkampsiedlung (Lage) | E   |                                                     | Hohnerkamp-Siedlung                                                                         |                        |                                                     | 30991    | weitere Bilder |
| 31246        | Brachetweg 1, 3, 5, 7, 9, 11, 13, 15, Heuertweg 1, 2, 3, 4, 5, 6, 7, 8, 9, 10, 11, 12, 13, 14, 15, 16, 17, 18, 19, 20, 22, Hornungweg 1, 2, 3, 4, 5, 6, 7, 8, 9, 10, 11, 12, 13, 14, 15, 16, 17, 18, 19, Lenzingweg 1, 2, 3, 4, 5, 6, 7, 8, 9, 10, 11, 12, 13, 14, 15, 16, Scheidingweg 2, 4, 6, 8, 10, 12, 14, 16, 18, 20, 22 (Lage) | E   |                                                     | Siedlung Bramfeld-Kirche                                                                    |                        |                                                     | 31246    | [[Vorlage:Bilderwunsch/code!/C:53.60688,10.07364!/D:Brachetweg 1, 3, 5, 7, 9, 11, 13, 15, Heuertweg 1, 2, 3, 4, 5, 6, 7, 8, 9, 10, 11, 12, 13, 14, 15, 16, 17, 18, 19, 20, 22, Hornungweg 1, 2, 3, 4, 5, 6, 7, 8, 9, 10, 11, 12, 13, 14, 15, 16, 17, 18, 19, Lenzingweg 1, 2, 3, 4, 5, 6, 7, 8, 9, 10, 11, 12, 13, 14, 15, 16, Scheidingweg 2, 4, 6, 8, 10, 12, 14, 16, 18, 20, 22!/\|BW]] |
| 28148        | Brachetweg 1 (Lage) | O   | Siedlungsbau                                        | Siedlung Bramfeld-Kirche                                                                    | 1940–43                | Arnold, Carl/Hinrichs, Georg                        | 31246    | |
| 28149        | Brachetweg 3 (Lage) | O   | Siedlungsbau                                        | Siedlung Bramfeld-Kirche                                                                    | 1940–43                | Arnold, Carl/Hinrichs, Georg                        | 31246    | |
| 28150        | Brachetweg 5 (Lage) | O   | Siedlungsbau                                        | Siedlung Bramfeld-Kirche                                                                    | 1940–43                | Arnold, Carl/Hinrichs, Georg                        | 31246    | |
| 28151        | Brachetweg 7 (Lage) | O   | Siedlungsbau                                        | Siedlung Bramfeld-Kirche                                                                    | 1940–43                | Arnold, Carl/Hinrichs, Georg                        | 31246    | |
| 28600        | Brachetweg 9 (Lage) | O   | Siedlungsbau                                        | Siedlung Bramfeld-Kirche                                                                    | 1940–43                | Arnold, Carl/Hinrichs, Georg                        | 31246    | |
| 28601        | Brachetweg 11 (Lage) | O   | Siedlungsbau                                        | Siedlung Bramfeld-Kirche                                                                    | 1940–43                | Arnold, Carl/Hinrichs, Georg                        | 31246    | |
| 28602        | Brachetweg 13 (Lage) | O   | Siedlungsbau                                        | Siedlung Bramfeld-Kirche                                                                    | 1940–43                | Arnold, Carl/Hinrichs, Georg                        | 31246    | |
| 28603        | Brachetweg 15 (Lage) | O   | Siedlungsbau                                        | Siedlung Bramfeld-Kirche                                                                    | 1940–43                | Arnold, Carl/Hinrichs, Georg                        | 31246    | |
| 26124        | Bramfelder Chaussee 204 (Lage) | O   | Kirchengebäude                                      | Osterkirche Bramfeld                                                                        | 1913/1914              | Voigt, Wilhelm                                      |          | BW |
| 26125        | Bramfelder Chaussee 219 (Lage) | O   | Tankstelle                                          |                                                                                             | 1959/1960              | Caltex Tank Kraft                                   |          | BW |
| 26122 (1414) | Bramfelder Chaussee 259 (Lage) | O   | Wohnhaus                                            |                                                                                             | 1894                   |                                                     |          | |
| 31050        | Bramfelder Chaussee 261, 263, 265 (Lage) | E   |                                                     | Bramfelder Chaussee 261-265                                                                 |                        |                                                     | 31050    | |
| 26132 (1377) | Bramfelder Chaussee 261, 263 (Lage) | O   | Doppelhaus                                          |                                                                                             | Ende 19. Jh., vermutl. |                                                     | 31050    | |
| 26131 (1377) | Bramfelder Chaussee 265 (Lage) | O   | Wohnwirtschaftsgebäude                              |                                                                                             | 1880/1900, um          |                                                     | 31050    | |
| 26391        | Bramfelder Chaussee 390 (Lage) | O   | Ladengebäude                                        |                                                                                             | 1953/1954              | Reichow, Hans Bernhard; Lüttge, Gustav              | 30991    | BW |
| 26345        | Bramfelder Chaussee 392 (Lage) | O   | Gaststätte                                          |                                                                                             | 1953/1954              | Reichow, Hans Bernhard; Lüttge, Gustav              | 30991    | BW |
| 31068        | Bramfelder Dorfplatz 1, 3 (Lage) | E   |                                                     | Bramfelder Dorfplatz 1-3                                                                    |                        |                                                     | 31068    | BW |
| 26840 (743)  | Bramfelder Dorfplatz 1 (Lage) | O   | Schulgebäude                                        |                                                                                             | 1888/1889              |                                                     | 31068    | weitere Bilder |
| 26841 (743)  | Bramfelder Dorfplatz 3 (Lage) | O   | Rathaus                                             |                                                                                             | 1911–1912              | Claussen, Peter                                     | 31068    | BW |
| 29673        | Bramfelder Dorfplatz südlich von Nr. 1 (Lage) | O   | Denkmalanlage                                       | Schleswig-Holstein-Denkmal am Bramfelder Dorfplatz, Friedenseiche, Gedenkstein und Findling | 1898                   |                                                     |          | |
| 26398        | Elbinger Kehre 1 (Lage) | O   | Mehrfamilienhaus                                    |                                                                                             | 1953/1954              | Reichow, Hans Bernhard; Lüttge, Gustav              | 30991    | |
| 26396        | Elbinger Kehre 2 (Lage) | O   | Mehrfamilienhaus                                    |                                                                                             | 1953/1954              | Reichow, Hans Bernhard; Lüttge, Gustav              | 30991    | BW |
| 26399        | Elbinger Kehre 3 (Lage) | O   | Mehrfamilienhaus                                    |                                                                                             | 1953/1954              | Reichow, Hans Bernhard; Lüttge, Gustav              | 30991    | BW |
| 26395        | Elbinger Kehre 4 (Lage) | O   | Mehrfamilienhaus                                    |                                                                                             | 1953/1954              | Reichow, Hans Bernhard; Lüttge, Gustav              | 30991    | BW |
| 26400        | Elbinger Kehre 5 (Lage) | O   | Mehrfamilienhaus                                    |                                                                                             | 1953/1954              | Reichow, Hans Bernhard; Lüttge, Gustav              | 30991    | BW |
| 26389        | Elbinger Kehre 6a (Lage) | O   | Reihenhaus                                          |                                                                                             | 1953/1954              | Reichow, Hans Bernhard; Lüttge, Gustav              | 30991    | BW |
| 26405        | Elbinger Kehre 6b (Lage) | O   | Reihenhaus                                          |                                                                                             | 1953/1954              | Reichow, Hans Bernhard; Lüttge, Gustav              | 30991    | BW |
| 26406        | Elbinger Kehre 6c (Lage) | O   | Reihenhaus                                          |                                                                                             | 1953/1954              | Reichow, Hans Bernhard; Lüttge, Gustav              | 30991    | BW |
| 26407        | Elbinger Kehre 6d (Lage) | O   | Reihenhaus                                          |                                                                                             | 1953/1954              | Reichow, Hans Bernhard; Lüttge, Gustav              | 30991    | BW |
| 26408        | Elbinger Kehre 6e (Lage) | O   | Reihenhaus                                          |                                                                                             | 1953/1954              | Reichow, Hans Bernhard; Lüttge, Gustav              | 30991    | BW |
| 25107        | Elbinger Kehre 6f (Lage) | O   | Reihenhaus                                          |                                                                                             | 1953/1954              | Reichow, Hans Bernhard; Lüttge, Gustav              | 30991    | BW |
| 25108        | Elbinger Kehre 7a (Lage) | O   | Reihenhaus                                          |                                                                                             | 1953/1954              | Reichow, Hans Bernhard; Lüttge, Gustav              | 30991    | BW |
| 25109        | Elbinger Kehre 7b (Lage) | O   | Reihenhaus                                          |                                                                                             | 1953/1954              | Reichow, Hans Bernhard; Lüttge, Gustav              | 30991    | BW |
| 25110        | Elbinger Kehre 7c (Lage) | O   | Reihenhaus                                          |                                                                                             | 1953/1954              | Reichow, Hans Bernhard; Lüttge, Gustav              | 30991    | BW |
| 25111        | Elbinger Kehre 7d (Lage) | O   | Reihenhaus                                          |                                                                                             | 1953/1954              | Reichow, Hans Bernhard; Lüttge, Gustav              | 30991    | BW |
| 25112        | Elbinger Kehre 7e (Lage) | O   | Reihenhaus                                          |                                                                                             | 1953/1954              | Reichow, Hans Bernhard; Lüttge, Gustav              | 30991    | BW |
| 25113        | Elbinger Kehre 7f (Lage) | O   | Reihenhaus                                          |                                                                                             | 1953/1954              | Reichow, Hans Bernhard; Lüttge, Gustav              | 30991    | BW |
| 25114        | Elbinger Kehre 8a (Lage) | O   | Reihenhaus                                          |                                                                                             | 1953/1954              | Reichow, Hans Bernhard; Lüttge, Gustav              | 30991    | BW |
| 26360        | Elbinger Kehre 8b (Lage) | O   | Reihenhaus                                          |                                                                                             | 1953/1954              | Reichow, Hans Bernhard; Lüttge, Gustav              | 30991    | BW |
| 26404        | Elbinger Kehre 8c (Lage) | O   | Reihenhaus                                          |                                                                                             | 1953/1954              | Reichow, Hans Bernhard; Lüttge, Gustav              | 30991    | BW |
| 26402        | Elbinger Kehre 8d (Lage) | O   | Reihenhaus                                          |                                                                                             | 1953/1954              | Reichow, Hans Bernhard; Lüttge, Gustav              | 30991    | BW |
| 26346        | Elbinger Kehre 8e (Lage) | O   | Reihenhaus                                          |                                                                                             | 1953/1954              | Reichow, Hans Bernhard; Lüttge, Gustav              | 30991    | BW |
| 26347        | Elbinger Kehre 8f (Lage) | O   | Reihenhaus                                          |                                                                                             | 1953/1954              | Reichow, Hans Bernhard; Lüttge, Gustav              | 30991    | BW |
| 26348        | Elbinger Kehre 9a (Lage) | O   | Reihenhaus                                          |                                                                                             | 1953/1954              | Reichow, Hans Bernhard; Lüttge, Gustav              | 30991    | BW |
| 26349        | Elbinger Kehre 9b (Lage) | O   | Reihenhaus                                          |                                                                                             | 1953/1954              | Reichow, Hans Bernhard; Lüttge, Gustav              | 30991    | BW |
| 26350        | Elbinger Kehre 9c (Lage) | O   | Reihenhaus                                          |                                                                                             | 1953/1954              | Reichow, Hans Bernhard; Lüttge, Gustav              | 30991    | BW |
| 26351        | Elbinger Kehre 9d (Lage) | O   | Reihenhaus                                          |                                                                                             | 1953/1954              | Reichow, Hans Bernhard; Lüttge, Gustav              | 30991    | BW |
| 26352        | Elbinger Kehre 9e (Lage) | O   | Reihenhaus                                          |                                                                                             | 1953/1954              | Reichow, Hans Bernhard; Lüttge, Gustav              | 30991    | BW |
| 26353        | Elbinger Kehre 9f (Lage) | O   | Reihenhaus                                          |                                                                                             | 1953/1954              | Reichow, Hans Bernhard; Lüttge, Gustav              | 30991    | BW |
| 26354        | Elbinger Kehre 10a (Lage) | O   | Reihenhaus                                          |                                                                                             | 1953/1954              | Reichow, Hans Bernhard; Lüttge, Gustav              | 30991    | BW |
| 26355        | Elbinger Kehre 10b (Lage) | O   | Reihenhaus                                          |                                                                                             | 1953/1954              | Reichow, Hans Bernhard; Lüttge, Gustav              | 30991    | BW |
| 26356        | Elbinger Kehre 10c (Lage) | O   | Reihenhaus                                          |                                                                                             | 1953/1954              | Reichow, Hans Bernhard; Lüttge, Gustav              | 30991    | BW |
| 26357        | Elbinger Kehre 10d (Lage) | O   | Reihenhaus                                          |                                                                                             | 1953/1954              | Reichow, Hans Bernhard; Lüttge, Gustav              | 30991    | BW |
| 26388        | Elbinger Kehre 10e (Lage) | O   | Reihenhaus                                          |                                                                                             | 1953/1954              | Reichow, Hans Bernhard; Lüttge, Gustav              | 30991    | BW |
| 26359        | Elbinger Kehre 10f (Lage) | O   | Reihenhaus                                          |                                                                                             | 1953/1954              | Reichow, Hans Bernhard; Lüttge, Gustav              | 30991    | BW |
| 26401        | Elbinger Kehre 11 (Lage) | O   | Mehrfamilienhaus                                    |                                                                                             | 1953/1954              | Reichow, Hans Bernhard; Lüttge, Gustav              | 30991    | |
| 26397        | Elbinger Kehre 12 (Lage) | O   | Mehrfamilienhaus                                    |                                                                                             | 1953/1954              | Reichow, Hans Bernhard; Lüttge, Gustav              | 30991    | BW |
| 25116        | Elbinger Kehre 13 (Lage) | O   | Mehrfamilienhaus                                    |                                                                                             | 1953/1954              | Reichow, Hans Bernhard; Lüttge, Gustav              | 30991    | BW |
| 26394        | Elbinger Kehre 14 (Lage) | O   | Mehrfamilienhaus                                    |                                                                                             | 1953/1954              | Reichow, Hans Bernhard; Lüttge, Gustav              | 30991    | BW |
| 26403        | Elbinger Kehre 15 (Lage) | O   | Mehrfamilienhaus                                    |                                                                                             | 1953/1954              | Reichow, Hans Bernhard; Lüttge, Gustav              | 30991    | BW |
| 26361        | Erbsenkamp 22a (Lage) | O   | Reihenhaus                                          |                                                                                             | 1953/1954              | Reichow, Hans Bernhard; Lüttge, Gustav              | 30991    | weitere Bilder |
| 26362        | Erbsenkamp 22b (Lage) | O   | Reihenhaus                                          |                                                                                             | 1953/1954              | Reichow, Hans Bernhard; Lüttge, Gustav              | 30991    | weitere Bilder |
| 26363        | Erbsenkamp 22c (Lage) | O   | Reihenhaus                                          |                                                                                             | 1953/1954              | Reichow, Hans Bernhard; Lüttge, Gustav              | 30991    | weitere Bilder |
| 26364        | Erbsenkamp 22d (Lage) | O   | Reihenhaus                                          |                                                                                             | 1953/1954              | Reichow, Hans Bernhard; Lüttge, Gustav              | 30991    | weitere Bilder |
| 26365        | Erbsenkamp 22e (Lage) | O   | Reihenhaus                                          |                                                                                             | 1953/1954              | Reichow, Hans Bernhard; Lüttge, Gustav              | 30991    | weitere Bilder |
| 26366        | Erbsenkamp 22f (Lage) | O   | Reihenhaus                                          |                                                                                             | 1953/1954              | Reichow, Hans Bernhard; Lüttge, Gustav              | 30991    | weitere Bilder |
| 26367        | Erbsenkamp 22g (Lage) | O   | Reihenhaus                                          |                                                                                             | 1953/1954              | Reichow, Hans Bernhard; Lüttge, Gustav              | 30991    | weitere Bilder |
| 26383        | Erbsenkamp 26a (Lage) | O   | Reihenhaus                                          |                                                                                             | 1953/1954              | Reichow, Hans Bernhard; Lüttge, Gustav              | 30991    | BW |
| 26384        | Erbsenkamp 26b (Lage) | O   | Reihenhaus                                          |                                                                                             | 1953/1954              | Reichow, Hans Bernhard; Lüttge, Gustav              | 30991    | BW |
| 26385        | Erbsenkamp 26c (Lage) | O   | Reihenhaus                                          |                                                                                             | 1953/1954              | Reichow, Hans Bernhard; Lüttge, Gustav              | 30991    | BW |
| 26386        | Erbsenkamp 26d (Lage) | O   | Reihenhaus                                          |                                                                                             | 1953/1954              | Reichow, Hans Bernhard; Lüttge, Gustav              | 30991    | BW |
| 26419        | Erbsenkamp 26e (Lage) | O   | Reihenhaus                                          |                                                                                             | 1953/1954              | Reichow, Hans Bernhard; Lüttge, Gustav              | 30991    | BW |
| 26358        | Erbsenkamp 30a (Lage) | O   | Reihenhaus                                          |                                                                                             | 1953/1954              | Reichow, Hans Bernhard; Lüttge, Gustav              | 30991    | BW |
| 25115        | Erbsenkamp 30b (Lage) | O   | Reihenhaus                                          |                                                                                             | 1953/1954              | Reichow, Hans Bernhard; Lüttge, Gustav              | 30991    | BW |
| 24715        | Erbsenkamp 30c (Lage) | O   | Reihenhaus                                          |                                                                                             | 1953/1954              | Reichow, Hans Bernhard; Lüttge, Gustav              | 30991    | BW |
| 24716        | Erbsenkamp 32a (Lage) | O   | Reihenhaus                                          |                                                                                             | 1953/1954              | Reichow, Hans Bernhard; Lüttge, Gustav              | 30991    | BW |
| 24717        | Erbsenkamp 32b (Lage) | O   | Reihenhaus                                          |                                                                                             | 1953/1954              | Reichow, Hans Bernhard; Lüttge, Gustav              | 30991    | BW |
| 24718        | Erbsenkamp 32c (Lage) | O   | Reihenhaus                                          |                                                                                             | 1953/1954              | Reichow, Hans Bernhard; Lüttge, Gustav              | 30991    | BW |
| 24719        | Erbsenkamp 32d (Lage) | O   | Reihenhaus                                          |                                                                                             | 1953/1954              | Reichow, Hans Bernhard; Lüttge, Gustav              | 30991    | BW |
| 24720        | Erbsenkamp 32e (Lage) | O   | Reihenhaus                                          |                                                                                             | 1953/1954              | Reichow, Hans Bernhard; Lüttge, Gustav              | 30991    | BW |
| 24721        | Erbsenkamp 32f (Lage) | O   | Reihenhaus                                          |                                                                                             | 1953/1954              | Reichow, Hans Bernhard; Lüttge, Gustav              | 30991    | BW |
| 24722        | Goldaper Kehre 1 (Lage) | O   | Mehrfamilienhaus                                    |                                                                                             | 1953/1954              | Reichow, Hans Bernhard; Lüttge, Gustav              | 30991    | |
| 24723        | Goldaper Kehre 2 (Lage) | O   | Mehrfamilienhaus                                    |                                                                                             | 1953/1954              | Reichow, Hans Bernhard; Lüttge, Gustav              | 30991    | |
| 24724        | Goldaper Kehre 3 (Lage) | O   | Mehrfamilienhaus                                    |                                                                                             | 1953/1954              | Reichow, Hans Bernhard; Lüttge, Gustav              | 30991    | BW |
| 24725        | Goldaper Kehre 4 (Lage) | O   | Mehrfamilienhaus                                    |                                                                                             | 1953/1954              | Reichow, Hans Bernhard; Lüttge, Gustav              | 30991    | BW |
| 24726        | Goldaper Kehre 5 (Lage) | O   | Mehrfamilienhaus                                    |                                                                                             | 1953/1954              | Reichow, Hans Bernhard; Lüttge, Gustav              | 30991    | BW |
| 26440        | Goldaper Kehre 6a (Lage) | O   | Reihenhaus                                          |                                                                                             | 1953/1954              | Reichow, Hans Bernhard; Lüttge, Gustav              | 30991    | BW |
| 26441        | Goldaper Kehre 6b (Lage) | O   | Reihenhaus                                          |                                                                                             | 1953/1954              | Reichow, Hans Bernhard; Lüttge, Gustav              | 30991    | BW |
| 26442        | Goldaper Kehre 6c (Lage) | O   | Reihenhaus                                          |                                                                                             | 1953/1954              | Reichow, Hans Bernhard; Lüttge, Gustav              | 30991    | BW |
| 26443        | Goldaper Kehre 6d (Lage) | O   | Reihenhaus                                          |                                                                                             | 1953/1954              | Reichow, Hans Bernhard; Lüttge, Gustav              | 30991    | BW |
| 26444        | Goldaper Kehre 6e (Lage) | O   | Reihenhaus                                          |                                                                                             | 1953/1954              | Reichow, Hans Bernhard; Lüttge, Gustav              | 30991    | BW |
| 26445        | Goldaper Kehre 7a (Lage) | O   | Reihenhaus                                          |                                                                                             | 1953/1954              | Reichow, Hans Bernhard; Lüttge, Gustav              | 30991    | BW |
| 26446        | Goldaper Kehre 7b (Lage) | O   | Reihenhaus                                          |                                                                                             | 1953/1954              | Reichow, Hans Bernhard; Lüttge, Gustav              | 30991    | BW |
| 26447        | Goldaper Kehre 7c (Lage) | O   | Reihenhaus                                          |                                                                                             | 1953/1954              | Reichow, Hans Bernhard; Lüttge, Gustav              | 30991    | BW |
| 26448        | Goldaper Kehre 7d (Lage) | O   | Reihenhaus                                          |                                                                                             | 1953/1954              | Reichow, Hans Bernhard; Lüttge, Gustav              | 30991    | BW |
| 26449        | Goldaper Kehre 7e (Lage) | O   | Reihenhaus                                          |                                                                                             | 1953/1954              | Reichow, Hans Bernhard; Lüttge, Gustav              | 30991    | BW |
| 26421        | Goldaper Kehre 8a (Lage) | O   | Reihenhaus                                          |                                                                                             | 1953/1954              | Reichow, Hans Bernhard; Lüttge, Gustav              | 30991    | BW |
| 26437        | Goldaper Kehre 8b (Lage) | O   | Reihenhaus                                          |                                                                                             | 1953/1954              | Reichow, Hans Bernhard; Lüttge, Gustav              | 30991    | BW |
| 24727        | Goldaper Kehre 8c (Lage) | O   | Reihenhaus                                          |                                                                                             | 1953/1954              | Reichow, Hans Bernhard; Lüttge, Gustav              | 30991    | BW |
| 25118        | Goldaper Kehre 8d (Lage) | O   | Reihenhaus                                          |                                                                                             | 1953/1954              | Reichow, Hans Bernhard; Lüttge, Gustav              | 30991    | BW |
| 25119        | Goldaper Kehre 8e (Lage) | O   | Reihenhaus                                          |                                                                                             | 1953/1954              | Reichow, Hans Bernhard; Lüttge, Gustav              | 30991    | BW |
| 26409        | Goldaper Kehre 9a (Lage) | O   | Reihenhaus                                          |                                                                                             | 1953/1954              | Reichow, Hans Bernhard; Lüttge, Gustav              | 30991    | BW |
| 26410        | Goldaper Kehre 9b (Lage) | O   | Reihenhaus                                          |                                                                                             | 1953/1954              | Reichow, Hans Bernhard; Lüttge, Gustav              | 30991    | BW |
| 26411        | Goldaper Kehre 9c (Lage) | O   | Reihenhaus                                          |                                                                                             | 1953/1954              | Reichow, Hans Bernhard; Lüttge, Gustav              | 30991    | BW |
| 26412        | Goldaper Kehre 9d (Lage) | O   | Reihenhaus                                          |                                                                                             | 1953/1954              | Reichow, Hans Bernhard; Lüttge, Gustav              | 30991    | BW |
| 26413        | Goldaper Kehre 9e (Lage) | O   | Reihenhaus                                          |                                                                                             | 1953/1954              | Reichow, Hans Bernhard; Lüttge, Gustav              | 30991    | BW |
| 26451        | Goldaper Kehre 10 (Lage) | O   | Mehrfamilienhaus                                    |                                                                                             | 1953/1954              | Reichow, Hans Bernhard; Lüttge, Gustav              | 30991    | BW |
| 26436        | Goldaper Kehre 11 (Lage) | O   | Mehrfamilienhaus                                    |                                                                                             | 1953/1954              | Reichow, Hans Bernhard; Lüttge, Gustav              | 30991    | BW |
| 26435        | Goldaper Kehre 12 (Lage) | O   | Mehrfamilienhaus                                    |                                                                                             | 1953/1954              | Reichow, Hans Bernhard; Lüttge, Gustav              | 30991    | BW |
| 26438        | Goldaper Kehre 13 (Lage) | O   | Mehrfamilienhaus                                    |                                                                                             | 1953/1954              | Reichow, Hans Bernhard; Lüttge, Gustav              | 30991    | BW |
| 26439        | Goldaper Kehre 14 (Lage) | O   | Mehrfamilienhaus                                    |                                                                                             | 1953/1954              | Reichow, Hans Bernhard; Lüttge, Gustav              | 30991    | BW |
| 26414        | Gumbinner Kehre 1 (Lage) | O   | Mehrfamilienhaus                                    |                                                                                             | 1953/1954              | Reichow, Hans Bernhard; Lüttge, Gustav              | 30991    | BW |
| 26415        | Gumbinner Kehre 2 (Lage) | O   | Mehrfamilienhaus                                    |                                                                                             | 1953/1954              | Reichow, Hans Bernhard; Lüttge, Gustav              | 30991    | BW |
| 26416        | Gumbinner Kehre 3 (Lage) | O   | Mehrfamilienhaus                                    |                                                                                             | 1953/1954              | Reichow, Hans Bernhard; Lüttge, Gustav              | 30991    | BW |
| 26417        | Gumbinner Kehre 4 (Lage) | O   | Mehrfamilienhaus                                    |                                                                                             | 1953/1954              | Reichow, Hans Bernhard; Lüttge, Gustav              | 30991    | BW |
| 26418        | Gumbinner Kehre 5 (Lage) | O   | Mehrfamilienhaus                                    |                                                                                             | 1953/1954              | Reichow, Hans Bernhard; Lüttge, Gustav              | 30991    | BW |
| 26423        | Gumbinner Kehre 6a (Lage) | O   | Reihenhaus                                          |                                                                                             | 1953/1954              | Reichow, Hans Bernhard; Lüttge, Gustav              | 30991    | BW |
| 26424        | Gumbinner Kehre 6b (Lage) | O   | Reihenhaus                                          |                                                                                             | 1953/1954              | Reichow, Hans Bernhard; Lüttge, Gustav              | 30991    | BW |
| 26425        | Gumbinner Kehre 6c (Lage) | O   | Reihenhaus                                          |                                                                                             | 1953/1954              | Reichow, Hans Bernhard; Lüttge, Gustav              | 30991    | BW |
| 26426        | Gumbinner Kehre 6d (Lage) | O   | Reihenhaus                                          |                                                                                             | 1953/1954              | Reichow, Hans Bernhard; Lüttge, Gustav              | 30991    | BW |
| 26322        | Gumbinner Kehre 6e (Lage) | O   | Reihenhaus                                          |                                                                                             | 1953/1954              | Reichow, Hans Bernhard; Lüttge, Gustav              | 30991    | BW |
| 26428        | Gumbinner Kehre 7a (Lage) | O   | Reihenhaus                                          |                                                                                             | 1953/1954              | Reichow, Hans Bernhard; Lüttge, Gustav              | 30991    | BW |
| 26387        | Gumbinner Kehre 7b (Lage) | O   | Reihenhaus                                          |                                                                                             | 1953/1954              | Reichow, Hans Bernhard; Lüttge, Gustav              | 30991    | BW |
| 26430        | Gumbinner Kehre 7c (Lage) | O   | Reihenhaus                                          |                                                                                             | 1953/1954              | Reichow, Hans Bernhard; Lüttge, Gustav              | 30991    | BW |
| 26431        | Gumbinner Kehre 7d (Lage) | O   | Reihenhaus                                          |                                                                                             | 1953/1954              | Reichow, Hans Bernhard; Lüttge, Gustav              | 30991    | BW |
| 26432        | Gumbinner Kehre 7e (Lage) | O   | Reihenhaus                                          |                                                                                             | 1953/1954              | Reichow, Hans Bernhard; Lüttge, Gustav              | 30991    | BW |
| 26433        | Gumbinner Kehre 8a (Lage) | O   | Reihenhaus                                          |                                                                                             | 1953/1954              | Reichow, Hans Bernhard; Lüttge, Gustav              | 30991    | BW |
| 26450        | Gumbinner Kehre 8b (Lage) | O   | Reihenhaus                                          |                                                                                             | 1953/1954              | Reichow, Hans Bernhard; Lüttge, Gustav              | 30991    | BW |
| 26320        | Gumbinner Kehre 8c (Lage) | O   | Reihenhaus                                          |                                                                                             | 1953/1954              | Reichow, Hans Bernhard; Lüttge, Gustav              | 30991    | BW |
| 26165        | Gumbinner Kehre 8d (Lage) | O   | Reihenhaus                                          |                                                                                             | 1953/1954              | Reichow, Hans Bernhard; Lüttge, Gustav              | 30991    | BW |
| 26166        | Gumbinner Kehre 8e (Lage) | O   | Reihenhaus                                          |                                                                                             | 1953/1954              | Reichow, Hans Bernhard; Lüttge, Gustav              | 30991    | BW |
| 26167        | Gumbinner Kehre 9a (Lage) | O   | Reihenhaus                                          |                                                                                             | 1953/1954              | Reichow, Hans Bernhard; Lüttge, Gustav              | 30991    | BW |
| 26168        | Gumbinner Kehre 9b (Lage) | O   | Reihenhaus                                          |                                                                                             | 1953/1954              | Reichow, Hans Bernhard; Lüttge, Gustav              | 30991    | BW |
| 26169        | Gumbinner Kehre 9c (Lage) | O   | Reihenhaus                                          |                                                                                             | 1953/1954              | Reichow, Hans Bernhard; Lüttge, Gustav              | 30991    | BW |
| 26170        | Gumbinner Kehre 9d (Lage) | O   | Reihenhaus                                          |                                                                                             | 1953/1954              | Reichow, Hans Bernhard; Lüttge, Gustav              | 30991    | BW |
| 26171        | Gumbinner Kehre 9e (Lage) | O   | Reihenhaus                                          |                                                                                             | 1953/1954              | Reichow, Hans Bernhard; Lüttge, Gustav              | 30991    | BW |
| 26434        | Gumbinner Kehre 10 (Lage) | O   | Mehrfamilienhaus                                    |                                                                                             | 1953/1954              | Reichow, Hans Bernhard; Lüttge, Gustav              | 30991    | BW |
| 26420        | Gumbinner Kehre 11 (Lage) | O   | Mehrfamilienhaus                                    |                                                                                             | 1953/1954              | Reichow, Hans Bernhard; Lüttge, Gustav              | 30991    | BW |
| 25117        | Gumbinner Kehre 12 (Lage) | O   | Mehrfamilienhaus                                    |                                                                                             | 1953/1954              | Reichow, Hans Bernhard; Lüttge, Gustav              | 30991    | BW |
| 26422        | Gumbinner Kehre 13 (Lage) | O   | Mehrfamilienhaus                                    |                                                                                             | 1953/1954              | Reichow, Hans Bernhard; Lüttge, Gustav              | 30991    | BW |
| 31067        | Haldesdorfer Straße 26, 28 (Lage) | E   |                                                     | Thomas-Kirche                                                                               |                        |                                                     | 31067    | BW |
| 26838        | Haldesdorfer Straße 26 (Lage) | O   | Kirchengebäude                                      | Thomas-Kirche                                                                               | 1966                   | Hopp & Jäger (Hopp, Bernhard/Jäger, Rudolf)         | 31067    | BW |
| 26839        | Haldesdorfer Straße 28 (Lage) | O   | Gemeindezentrum                                     | Thomaskirche                                                                                | 1966                   | Hopp, Bernhard; Jäger, Rudolf                       | 31067    | BW |
| 26172        | Heilsberger Hang 1a (Lage) | O   | Reihenhaus                                          |                                                                                             | 1953/1954              | Reichow, Hans Bernhard; Lüttge, Gustav              | 30991    | |
| 26173        | Heilsberger Hang 1b (Lage) | O   | Reihenhaus                                          |                                                                                             | 1953/1954              | Reichow, Hans Bernhard; Lüttge, Gustav              | 30991    | BW |
| 26174        | Heilsberger Hang 1c (Lage) | O   | Reihenhaus                                          |                                                                                             | 1953/1954              | Reichow, Hans Bernhard; Lüttge, Gustav              | 30991    | BW |
| 26175        | Heilsberger Hang 1d (Lage) | O   | Reihenhaus                                          |                                                                                             | 1953/1954              | Reichow, Hans Bernhard; Lüttge, Gustav              | 30991    | BW |
| 26176        | Heilsberger Hang 3a (Lage) | O   | Reihenhaus                                          |                                                                                             | 1953/1954              | Reichow, Hans Bernhard; Lüttge, Gustav              | 30991    | |
| 26193        | Heilsberger Hang 3b (Lage) | O   | Reihenhaus                                          |                                                                                             | 1953/1954              | Reichow, Hans Bernhard; Lüttge, Gustav              | 30991    | BW |
| 26178        | Heilsberger Hang 3c (Lage) | O   | Reihenhaus                                          |                                                                                             | 1953/1954              | Reichow, Hans Bernhard; Lüttge, Gustav              | 30991    | BW |
| 26164        | Heilsberger Hang 3d (Lage) | O   | Reihenhaus                                          |                                                                                             | 1953/1954              | Reichow, Hans Bernhard; Lüttge, Gustav              | 30991    | BW |
| 26147        | Heilsberger Hang 4a (Lage) | O   | Reihenhaus                                          |                                                                                             | 1953/1954              | Reichow, Hans Bernhard; Lüttge, Gustav              | 30991    | |
| 26148        | Heilsberger Hang 4b (Lage) | O   | Reihenhaus                                          |                                                                                             | 1953/1954              | Reichow, Hans Bernhard; Lüttge, Gustav              | 30991    | BW |
| 26149        | Heilsberger Hang 4c (Lage) | O   | Reihenhaus                                          |                                                                                             | 1953/1954              | Reichow, Hans Bernhard; Lüttge, Gustav              | 30991    | BW |
| 26150        | Heilsberger Hang 4d (Lage) | O   | Reihenhaus                                          |                                                                                             | 1953/1954              | Reichow, Hans Bernhard; Lüttge, Gustav              | 30991    | BW |
| 26180        | Heilsberger Hang 5a (Lage) | O   | Reihenhaus                                          |                                                                                             | 1953/1954              | Reichow, Hans Bernhard; Lüttge, Gustav              | 30991    | BW |
| 26181        | Heilsberger Hang 5b (Lage) | O   | Reihenhaus                                          |                                                                                             | 1953/1954              | Reichow, Hans Bernhard; Lüttge, Gustav              | 30991    | BW |
| 26182        | Heilsberger Hang 5c (Lage) | O   | Reihenhaus                                          |                                                                                             | 1953/1954              | Reichow, Hans Bernhard; Lüttge, Gustav              | 30991    | BW |
| 26183        | Heilsberger Hang 5d (Lage) | O   | Reihenhaus                                          |                                                                                             | 1953/1954              | Reichow, Hans Bernhard; Lüttge, Gustav              | 30991    | BW |
| 26140        | Heilsberger Hang 6a (Lage) | O   | Reihenhaus                                          |                                                                                             | 1953/1954              | Reichow, Hans Bernhard; Lüttge, Gustav              | 30991    | |
| 26141        | Heilsberger Hang 6b (Lage) | O   | Reihenhaus                                          |                                                                                             | 1953/1954              | Reichow, Hans Bernhard; Lüttge, Gustav              | 30991    | BW |
| 26144        | Heilsberger Hang 6c (Lage) | O   | Reihenhaus                                          |                                                                                             | 1953/1954              | Reichow, Hans Bernhard; Lüttge, Gustav              | 30991    | BW |
| 26145        | Heilsberger Hang 6d (Lage) | O   | Reihenhaus                                          |                                                                                             | 1953/1954              | Reichow, Hans Bernhard; Lüttge, Gustav              | 30991    | BW |
| 26146        | Heilsberger Hang 6e (Lage) | O   | Reihenhaus                                          |                                                                                             | 1953/1954              | Reichow, Hans Bernhard; Lüttge, Gustav              | 30991    | BW |
| 26184        | Heilsberger Hang 7a (Lage) | O   | Mehrfamilienhaus                                    |                                                                                             | 1953/1954              | Reichow, Hans Bernhard; Lüttge, Gustav              | 30991    | |
| 26157        | Heilsberger Hang 7b (Lage) | O   | Mehrfamilienhaus                                    |                                                                                             | 1953/1954              | Reichow, Hans Bernhard; Lüttge, Gustav              | 30991    | BW |
| 26186        | Heilsberger Hang 7c (Lage) | O   | Mehrfamilienhaus                                    |                                                                                             | 1953/1954              | Reichow, Hans Bernhard; Lüttge, Gustav              | 30991    | BW |
| 26134        | Heilsberger Hang 8a (Lage) | O   | Mehrfamilienhaus                                    |                                                                                             | 1953/1954              | Reichow, Hans Bernhard; Lüttge, Gustav              | 30991    | |
| 26138        | Heilsberger Hang 8b (Lage) | O   | Mehrfamilienhaus                                    |                                                                                             | 1953/1954              | Reichow, Hans Bernhard; Lüttge, Gustav              | 30991    | BW |
| 26139        | Heilsberger Hang 8c (Lage) | O   | Mehrfamilienhaus                                    |                                                                                             | 1953/1954              | Reichow, Hans Bernhard; Lüttge, Gustav              | 30991    | BW |
| 26177        | Heilsberger Hang 9a (Lage) | O   | Mehrfamilienhaus                                    |                                                                                             | 1953/1954              | Reichow, Hans Bernhard; Lüttge, Gustav              | 30991    | BW |
| 26188        | Heilsberger Hang 9b (Lage) | O   | Mehrfamilienhaus                                    |                                                                                             | 1953/1954              | Reichow, Hans Bernhard; Lüttge, Gustav              | 30991    | BW |
| 26189        | Heilsberger Hang 9c (Lage) | O   | Mehrfamilienhaus                                    |                                                                                             | 1953/1954              | Reichow, Hans Bernhard; Lüttge, Gustav              | 30991    | BW |
| 26137        | Heilsberger Hang 10a (Lage) | O   | Mehrfamilienhaus                                    |                                                                                             | 1953/1954              | Reichow, Hans Bernhard; Lüttge, Gustav              | 30991    | |
| 26136        | Heilsberger Hang 10b (Lage) | O   | Mehrfamilienhaus                                    |                                                                                             | 1953/1954              | Reichow, Hans Bernhard; Lüttge, Gustav              | 30991    | BW |
| 26135        | Heilsberger Hang 10c (Lage) | O   | Mehrfamilienhaus                                    |                                                                                             | 1953/1954              | Reichow, Hans Bernhard; Lüttge, Gustav              | 30991    | BW |
| 26190        | Heilsberger Hang 11a (Lage) | O   | Mehrfamilienhaus                                    |                                                                                             | 1953/1954              | Reichow, Hans Bernhard; Lüttge, Gustav              | 30991    | BW |
| 26191        | Heilsberger Hang 11b (Lage) | O   | Mehrfamilienhaus                                    |                                                                                             | 1953/1954              | Reichow, Hans Bernhard; Lüttge, Gustav              | 30991    | BW |
| 26192        | Heilsberger Hang 11c (Lage) | O   | Mehrfamilienhaus                                    |                                                                                             | 1953/1954              | Reichow, Hans Bernhard; Lüttge, Gustav              | 30991    | BW |
| 26179        | Heilsberger Hang 12a (Lage) | O   | Mehrfamilienhaus                                    |                                                                                             | 1953/1954              | Reichow, Hans Bernhard; Lüttge, Gustav              | 30991    | BW |
| 26155        | Heilsberger Hang 12b (Lage) | O   | Mehrfamilienhaus                                    |                                                                                             | 1953/1954              | Reichow, Hans Bernhard; Lüttge, Gustav              | 30991    | BW |
| 28604        | Heuertweg 1 (Lage) | O   | Siedlungsbau                                        | Siedlung Bramfeld-Kirche                                                                    | 1940–43                | Arnold, Carl/Hinrichs, Georg                        | 31246    | BW |
| 27892        | Heuertweg 2 (Lage) | O   | Siedlungsbau                                        | Siedlung Bramfeld-Kirche                                                                    | 1940–43                | Arnold, Carl/Hinrichs, Georg                        | 31246    | BW |
| 28605        | Heuertweg 3 (Lage) | O   | Siedlungsbau                                        | Siedlung Bramfeld-Kirche                                                                    | 1940–43                | Arnold, Carl/Hinrichs, Georg                        | 31246    | BW |
| 27893        | Heuertweg 4 (Lage) | O   | Siedlungsbau                                        | Siedlung Bramfeld-Kirche                                                                    | 1940–43                | Arnold, Carl/Hinrichs, Georg                        | 31246    | BW |
| 28606        | Heuertweg 5 (Lage) | O   | Siedlungsbau                                        | Siedlung Bramfeld-Kirche                                                                    | 1940–43                | Arnold, Carl/Hinrichs, Georg                        | 31246    | BW |
| 27894        | Heuertweg 6 (Lage) | O   | Siedlungsbau                                        | Siedlung Bramfeld-Kirche                                                                    | 1940–43                | Arnold, Carl/Hinrichs, Georg                        | 31246    | BW |
| 28607        | Heuertweg 7 (Lage) | O   | Siedlungsbau                                        | Siedlung Bramfeld-Kirche                                                                    | 1940–43                | Arnold, Carl/Hinrichs, Georg                        | 31246    | BW |
| 27895        | Heuertweg 8 (Lage) | O   | Siedlungsbau                                        | Siedlung Bramfeld-Kirche                                                                    | 1940–43                | Arnold, Carl/Hinrichs, Georg                        | 31246    | BW |
| 28608        | Heuertweg 9 (Lage) | O   | Siedlungsbau                                        | Siedlung Bramfeld-Kirche                                                                    | 1940–43                | Arnold, Carl/Hinrichs, Georg                        | 31246    | BW |
| 27896        | Heuertweg 10 (Lage) | O   | Siedlungsbau                                        | Siedlung Bramfeld-Kirche                                                                    | 1940–43                | Arnold, Carl/Hinrichs, Georg                        | 31246    | BW |
| 28609        | Heuertweg 11 (Lage) | O   | Siedlungsbau                                        | Siedlung Bramfeld-Kirche                                                                    | 1940–43                | Arnold, Carl/Hinrichs, Georg                        | 31246    | BW |
| 27897        | Heuertweg 12 (Lage) | O   | Siedlungsbau                                        | Siedlung Bramfeld-Kirche                                                                    | 1940–43                | Arnold, Carl/Hinrichs, Georg                        | 31246    | BW |
| 28610        | Heuertweg 13 (Lage) | O   | Siedlungsbau                                        | Siedlung Bramfeld-Kirche                                                                    | 1940–43                | Arnold, Carl/Hinrichs, Georg                        | 31246    | BW |
| 27898        | Heuertweg 14 (Lage) | O   | Siedlungsbau                                        | Siedlung Bramfeld-Kirche                                                                    | 1940–43                | Arnold, Carl/Hinrichs, Georg                        | 31246    | BW |
| 28611        | Heuertweg 15 (Lage) | O   | Siedlungsbau                                        | Siedlung Bramfeld-Kirche                                                                    | 1940–43                | Arnold, Carl/Hinrichs, Georg                        | 31246    | BW |
| 27899        | Heuertweg 16 (Lage) | O   | Siedlungsbau                                        | Siedlung Bramfeld-Kirche                                                                    | 1940–43                | Arnold, Carl/Hinrichs, Georg                        | 31246    | BW |
| 28612        | Heuertweg 17 (Lage) | O   | Siedlungsbau                                        | Siedlung Bramfeld-Kirche                                                                    | 1940–43                | Arnold, Carl/Hinrichs, Georg                        | 31246    | BW |
| 27900        | Heuertweg 18 (Lage) | O   | Siedlungsbau                                        | Siedlung Bramfeld-Kirche                                                                    | 1940–43                | Arnold, Carl/Hinrichs, Georg                        | 31246    | BW |
| 28613        | Heuertweg 19 (Lage) | O   | Siedlungsbau                                        | Siedlung Bramfeld-Kirche                                                                    | 1940–43                | Arnold, Carl/Hinrichs, Georg                        | 31246    | BW |
| 27901        | Heuertweg 20 (Lage) | O   | Siedlungsbau                                        | Siedlung Bramfeld-Kirche                                                                    | 1940–43                | Arnold, Carl/Hinrichs, Georg                        | 31246    | BW |
| 27902        | Heuertweg 22 (Lage) | O   | Siedlungsbau                                        | Siedlung Bramfeld-Kirche                                                                    | 1940–43                | Arnold, Carl/Hinrichs, Georg                        | 31246    | BW |
| 26151        | Hirsekamp 10 (Lage) | O   | Mehrfamilienhaus                                    |                                                                                             | 1953/1954              | Reichow, Hans Bernhard; Lüttge, Gustav              | 30991    | BW |
| 26310        | Hirsekamp 20 (Lage) | O   | Mehrfamilienhaus                                    |                                                                                             | 1953/1954              | Reichow, Hans Bernhard; Lüttge, Gustav              | 30991    | |
| 26393        | Hohnerkamp 56, 58 (Lage) | O   | Schulgebäude (Volksschule)                          | Schule Hohnerkamp (Anne-Frank-Schule)                                                       | 1949–1952              | Hans M. Antz / Paul Seitz                           |          | weitere Bilder |
| 26152        | Hohnerkamp 67 (Lage) | O   | Geschäftshaus                                       |                                                                                             | 1953/1954              | Reichow, Hans Bernhard; Lüttge, Gustav              | 30991    | BW |
| 26153        | Hohnerkamp 69 (Lage) | O   | Geschäftshaus                                       |                                                                                             | 1953/1954              | Reichow, Hans Bernhard; Lüttge, Gustav              | 30991    | BW |
| 26154        | Hohnerkamp 71 (Lage) | O   | Geschäftshaus                                       |                                                                                             | 1953/1954              | Reichow, Hans Bernhard; Lüttge, Gustav              | 30991    | |
| 26163        | Hohnerkamp 73 (Lage) | O   | Gebäude                                             |                                                                                             | 1953/1954              | Reichow, Hans Bernhard; Lüttge, Gustav              | 30991    | BW |
| 26156        | Hohnerkamp 75 (Lage) | O   | Mehrfamilienhaus                                    |                                                                                             | 1953/1954              | Reichow, Hans Bernhard; Lüttge, Gustav              | 30991    | BW |
| 26133        | Hohnerkamp 77 (Lage) | O   | Mehrfamilienhaus                                    |                                                                                             | 1953/1954              | Reichow, Hans Bernhard; Lüttge, Gustav              | 30991    | |
| 26158        | Hohnerkamp 79 (Lage) | O   | Mehrfamilienhaus                                    |                                                                                             | 1953/1954              | Reichow, Hans Bernhard; Lüttge, Gustav              | 30991    | BW |
| 26159        | Hohnerkamp 81 (Lage) | O   | Mehrfamilienhaus                                    |                                                                                             | 1953/1954              | Reichow, Hans Bernhard; Lüttge, Gustav              | 30991    | BW |
| 26160        | Hohnerkamp 83 (Lage) | O   | Mehrfamilienhaus                                    |                                                                                             | 1953/1954              | Reichow, Hans Bernhard; Lüttge, Gustav              | 30991    | BW |
| 26161        | Hohnerkamp 85 (Lage) | O   | Mehrfamilienhaus                                    |                                                                                             | 1953/1954              | Reichow, Hans Bernhard; Lüttge, Gustav              | 30991    | BW |
| 26162        | Hohnerkamp 87 (Lage) | O   | Mehrfamilienhaus                                    |                                                                                             | 1953/1954              | Reichow, Hans Bernhard; Lüttge, Gustav              | 30991    | |
| 26187        | Hohnerkamp 87a (Lage) | O   | Gebäude                                             |                                                                                             | 1953/1954              | Reichow, Hans Bernhard; Lüttge, Gustav              | 30991    | BW |
| 26294        | Hohnerkamp 90 (Lage) | O   | Mehrfamilienhaus                                    |                                                                                             | 1953/1954              | Reichow, Hans Bernhard; Lüttge, Gustav              | 30991    | |
| 26343        | Hohnerkamp 91 (Lage) | O   | Postgebäude                                         |                                                                                             | 1960er Jahre           |                                                     | 30991    | |
| 26316        | Hohnerkamp 93a (Lage) | O   | Reihenhaus                                          |                                                                                             | 1953/1954              | Reichow, Hans Bernhard; Lüttge, Gustav              | 30991    | |
| 26317        | Hohnerkamp 93b (Lage) | O   | Reihenhaus                                          |                                                                                             | 1953/1954              | Reichow, Hans Bernhard; Lüttge, Gustav              | 30991    | BW |
| 26318        | Hohnerkamp 93c (Lage) | O   | Reihenhaus                                          |                                                                                             | 1953/1954              | Reichow, Hans Bernhard; Lüttge, Gustav              | 30991    | BW |
| 26319        | Hohnerkamp 93d (Lage) | O   | Reihenhaus                                          |                                                                                             | 1953/1954              | Reichow, Hans Bernhard; Lüttge, Gustav              | 30991    | BW |
| 26299        | Hohnerkamp 93e (Lage) | O   | Reihenhaus                                          |                                                                                             | 1953/1954              | Reichow, Hans Bernhard; Lüttge, Gustav              | 30991    | BW |
| 26321        | Hohnerkamp 93f (Lage) | O   | Reihenhaus                                          |                                                                                             | 1953/1954              | Reichow, Hans Bernhard; Lüttge, Gustav              | 30991    | BW |
| 26185        | Hohnerkamp 93g (Lage) | O   | Reihenhaus                                          |                                                                                             | 1953/1954              | Reichow, Hans Bernhard; Lüttge, Gustav              | 30991    | BW |
| 26323        | Hohnerkamp 93h (Lage) | O   | Reihenhaus                                          |                                                                                             | 1953/1954              | Reichow, Hans Bernhard; Lüttge, Gustav              | 30991    | BW |
| 26324        | Hohnerkamp 93i (Lage) | O   | Reihenhaus                                          |                                                                                             | 1953/1954              | Reichow, Hans Bernhard; Lüttge, Gustav              | 30991    | BW |
| 26325        | Hohnerkamp 95a (Lage) | O   | Reihenhaus                                          |                                                                                             | 1953/1954              | Reichow, Hans Bernhard; Lüttge, Gustav              | 30991    | BW |
| 26326        | Hohnerkamp 95b (Lage) | O   | Reihenhaus                                          |                                                                                             | 1953/1954              | Reichow, Hans Bernhard; Lüttge, Gustav              | 30991    | BW |
| 26327        | Hohnerkamp 95c (Lage) | O   | Reihenhaus                                          |                                                                                             | 1953/1954              | Reichow, Hans Bernhard; Lüttge, Gustav              | 30991    | BW |
| 26344        | Hohnerkamp 95d (Lage) | O   | Reihenhaus                                          |                                                                                             | 1953/1954              | Reichow, Hans Bernhard; Lüttge, Gustav              | 30991    | BW |
| 26293        | Hohnerkamp 100 (Lage) | O   | Mehrfamilienhaus                                    |                                                                                             | 1953/1954              | Reichow, Hans Bernhard; Lüttge, Gustav              | 30991    | |
| 26292        | Hohnerkamp 110 (Lage) | O   | Mehrfamilienhaus                                    |                                                                                             | 1953/1954              | Reichow, Hans Bernhard; Lüttge, Gustav              | 30991    | BW |
| 26329        | Hohnerkamp 113a (Lage) | O   | Reihenhaus                                          |                                                                                             | 1953/1954              | Reichow, Hans Bernhard; Lüttge, Gustav              | 30991    | |
| 26315        | Hohnerkamp 113b (Lage) | O   | Reihenhaus                                          |                                                                                             | 1953/1954              | Reichow, Hans Bernhard; Lüttge, Gustav              | 30991    | BW |
| 26331        | Hohnerkamp 113c (Lage) | O   | Reihenhaus                                          |                                                                                             | 1953/1954              | Reichow, Hans Bernhard; Lüttge, Gustav              | 30991    | BW |
| 26332        | Hohnerkamp 113d (Lage) | O   | Reihenhaus                                          |                                                                                             | 1953/1954              | Reichow, Hans Bernhard; Lüttge, Gustav              | 30991    | BW |
| 26333        | Hohnerkamp 115a (Lage) | O   | Reihenhaus                                          |                                                                                             | 1953/1954              | Reichow, Hans Bernhard; Lüttge, Gustav              | 30991    | BW |
| 26334        | Hohnerkamp 115b (Lage) | O   | Reihenhaus                                          |                                                                                             | 1953/1954              | Reichow, Hans Bernhard; Lüttge, Gustav              | 30991    | BW |
| 26335        | Hohnerkamp 115c (Lage) | O   | Reihenhaus                                          |                                                                                             | 1953/1954              | Reichow, Hans Bernhard; Lüttge, Gustav              | 30991    | BW |
| 26336        | Hohnerkamp 115d (Lage) | O   | Reihenhaus                                          |                                                                                             | 1953/1954              | Reichow, Hans Bernhard; Lüttge, Gustav              | 30991    | BW |
| 26337        | Hohnerkamp 115e (Lage) | O   | Reihenhaus                                          |                                                                                             | 1953/1954              | Reichow, Hans Bernhard; Lüttge, Gustav              | 30991    | BW |
| 26338        | Hohnerkamp 115f (Lage) | O   | Reihenhaus                                          |                                                                                             | 1953/1954              | Reichow, Hans Bernhard; Lüttge, Gustav              | 30991    | BW |
| 26339        | Hohnerkamp 115g (Lage) | O   | Reihenhaus                                          |                                                                                             | 1953/1954              | Reichow, Hans Bernhard; Lüttge, Gustav              | 30991    | BW |
| 26340        | Hohnerkamp 119a (Lage) | O   | Reihenhaus                                          |                                                                                             | 1953/1954              | Reichow, Hans Bernhard; Lüttge, Gustav              | 30991    | |
| 26341        | Hohnerkamp 119b (Lage) | O   | Reihenhaus                                          |                                                                                             | 1953/1954              | Reichow, Hans Bernhard; Lüttge, Gustav              | 30991    | BW |
| 26342        | Hohnerkamp 119c (Lage) | O   | Reihenhaus                                          |                                                                                             | 1953/1954              | Reichow, Hans Bernhard; Lüttge, Gustav              | 30991    | BW |
| 26301        | Hohnerkamp 119d (Lage) | O   | Reihenhaus                                          |                                                                                             | 1953/1954              | Reichow, Hans Bernhard; Lüttge, Gustav              | 30991    | BW |
| 26330        | Hohnerkamp 119e (Lage) | O   | Reihenhaus                                          |                                                                                             | 1953/1954              | Reichow, Hans Bernhard; Lüttge, Gustav              | 30991    | BW |
| 26328        | Hohnerkamp 119f (Lage) | O   | Reihenhaus                                          |                                                                                             | 1953/1954              | Reichow, Hans Bernhard; Lüttge, Gustav              | 30991    | BW |
| 26195        | Hohnerkamp 120a (Lage) | O   | Reihenhaus                                          |                                                                                             | 1953/1954              | Reichow, Hans Bernhard; Lüttge, Gustav              | 30991    | |
| 26196        | Hohnerkamp 120b (Lage) | O   | Reihenhaus                                          |                                                                                             | 1953/1954              | Reichow, Hans Bernhard; Lüttge, Gustav              | 30991    | BW |
| 26197        | Hohnerkamp 120c (Lage) | O   | Reihenhaus                                          |                                                                                             | 1953/1954              | Reichow, Hans Bernhard; Lüttge, Gustav              | 30991    | BW |
| 26198        | Hohnerkamp 120d (Lage) | O   | Reihenhaus                                          |                                                                                             | 1953/1954              | Reichow, Hans Bernhard; Lüttge, Gustav              | 30991    | BW |
| 26199        | Hohnerkamp 120e (Lage) | O   | Reihenhaus                                          |                                                                                             | 1953/1954              | Reichow, Hans Bernhard; Lüttge, Gustav              | 30991    | |
| 26312        | Hohnerkampsiedlung | O   | Siedlung                                            | Hohnerkampsiedlung                                                                          | 1953/1954              | Reichow, Hans Bernhard; Lüttge, Gustav              | 30991    | |
| 27903        | Hornungweg 1 (Lage) | O   | Siedlungsbau                                        | Siedlung Bramfeld-Kirche                                                                    | 1940–43                | Arnold, Carl/Hinrichs, Georg                        | 31246    | BW |
| 28621        | Hornungweg 2 (Lage) | O   | Siedlungsbau                                        | Siedlung Bramfeld-Kirche                                                                    | 1940–43                | Arnold, Carl/Hinrichs, Georg                        | 31246    | BW |
| 27904        | Hornungweg 3 (Lage) | O   | Siedlungsbau                                        | Siedlung Bramfeld-Kirche                                                                    | 1940–43                | Arnold, Carl/Hinrichs, Georg                        | 31246    | BW |
| 28622        | Hornungweg 4 (Lage) | O   | Siedlungsbau                                        | Siedlung Bramfeld-Kirche                                                                    | 1940–43                | Arnold, Carl/Hinrichs, Georg                        | 31246    | BW |
| 27905        | Hornungweg 5 (Lage) | O   | Siedlungsbau                                        | Siedlung Bramfeld-Kirche                                                                    | 1940–43                | Arnold, Carl/Hinrichs, Georg                        | 31246    | BW |
| 28623        | Hornungweg 6 (Lage) | O   | Siedlungsbau                                        | Siedlung Bramfeld-Kirche                                                                    | 1940–43                | Arnold, Carl/Hinrichs, Georg                        | 31246    | BW |
| 28614        | Hornungweg 7 (Lage) | O   | Siedlungsbau                                        | Siedlung Bramfeld-Kirche                                                                    | 1940–43                | Arnold, Carl/Hinrichs, Georg                        | 31246    | BW |
| 28624        | Hornungweg 8 (Lage) | O   | Siedlungsbau                                        | Siedlung Bramfeld-Kirche                                                                    | 1940–43                | Arnold, Carl/Hinrichs, Georg                        | 31246    | BW |
| 28615        | Hornungweg 9 (Lage) | O   | Siedlungsbau                                        | Siedlung Bramfeld-Kirche                                                                    | 1940–43                | Arnold, Carl/Hinrichs, Georg                        | 31246    | BW |
| 28625        | Hornungweg 10 (Lage) | O   | Siedlungsbau                                        | Siedlung Bramfeld-Kirche                                                                    | 1940–43                | Arnold, Carl/Hinrichs, Georg                        | 31246    | BW |
| 28616        | Hornungweg 11 (Lage) | O   | Siedlungsbau                                        | Siedlung Bramfeld-Kirche                                                                    | 1940–43                | Arnold, Carl/Hinrichs, Georg                        | 31246    | BW |
| 28626        | Hornungweg 12 (Lage) | O   | Siedlungsbau                                        | Siedlung Bramfeld-Kirche                                                                    | 1940–43                | Arnold, Carl/Hinrichs, Georg                        | 31246    | BW |
| 28617        | Hornungweg 13 (Lage) | O   | Siedlungsbau                                        | Siedlung Bramfeld-Kirche                                                                    | 1940–43                | Arnold, Carl/Hinrichs, Georg                        | 31246    | BW |
| 28627        | Hornungweg 14 (Lage) | O   | Siedlungsbau                                        | Siedlung Bramfeld-Kirche                                                                    | 1940–43                | Arnold, Carl/Hinrichs, Georg                        | 31246    | BW |
| 28618        | Hornungweg 15 (Lage) | O   | Siedlungsbau                                        | Siedlung Bramfeld-Kirche                                                                    | 1940–43                | Arnold, Carl/Hinrichs, Georg                        | 31246    | BW |
| 28628        | Hornungweg 16 (Lage) | O   | Siedlungsbau                                        | Siedlung Bramfeld-Kirche                                                                    | 1940–43                | Arnold, Carl/Hinrichs, Georg                        | 31246    | BW |
| 28619        | Hornungweg 17 (Lage) | O   | Siedlungsbau                                        | Siedlung Bramfeld-Kirche                                                                    | 1940–43                | Arnold, Carl/Hinrichs, Georg                        | 31246    | BW |
| 28629        | Hornungweg 18 (Lage) | O   | Siedlungsbau                                        | Siedlung Bramfeld-Kirche                                                                    | 1940–43                | Arnold, Carl/Hinrichs, Georg                        | 31246    | BW |
| 28620        | Hornungweg 19 (Lage) | O   | Siedlungsbau                                        | Siedlung Bramfeld-Kirche                                                                    | 1940–43                | Arnold, Carl/Hinrichs, Georg                        | 31246    | BW |
| 26295        | Insterburger Straße 1a (Lage) | O   | Mehrfamilienhaus                                    |                                                                                             | 1953/1954              | Reichow, Hans Bernhard; Lüttge, Gustav              | 30991    | BW |
| 26296        | Insterburger Straße 1b (Lage) | O   | Mehrfamilienhaus                                    |                                                                                             | 1953/1954              | Reichow, Hans Bernhard; Lüttge, Gustav              | 30991    | BW |
| 26297        | Insterburger Straße 1c (Lage) | O   | Mehrfamilienhaus                                    |                                                                                             | 1953/1954              | Reichow, Hans Bernhard; Lüttge, Gustav              | 30991    | BW |
| 26298        | Insterburger Straße 9a (Lage) | O   | Reihenhaus                                          |                                                                                             | 1953/1954              | Reichow, Hans Bernhard; Lüttge, Gustav              | 30991    | BW |
| 26314        | Insterburger Straße 9b (Lage) | O   | Reihenhaus                                          |                                                                                             | 1953/1954              | Reichow, Hans Bernhard; Lüttge, Gustav              | 30991    | BW |
| 26300        | Insterburger Straße 9c (Lage) | O   | Reihenhaus                                          |                                                                                             | 1953/1954              | Reichow, Hans Bernhard; Lüttge, Gustav              | 30991    | BW |
| 26194        | Insterburger Straße 9d (Lage) | O   | Reihenhaus                                          |                                                                                             | 1953/1954              | Reichow, Hans Bernhard; Lüttge, Gustav              | 30991    | BW |
| 26302        | Insterburger Straße 9e (Lage) | O   | Reihenhaus                                          |                                                                                             | 1953/1954              | Reichow, Hans Bernhard; Lüttge, Gustav              | 30991    | BW |
| 26303        | Insterburger Straße 9f (Lage) | O   | Reihenhaus                                          |                                                                                             | 1953/1954              | Reichow, Hans Bernhard; Lüttge, Gustav              | 30991    | BW |
| 24363        | Insterburger Straße 10a (Lage) | O   | Reihenhaus                                          |                                                                                             | 1953/1954              | Reichow, Hans Bernhard; Lüttge, Gustav              | 30991    | |
| 26037        | Insterburger Straße 10b (Lage) | O   | Reihenhaus                                          |                                                                                             | 1953/1954              | Reichow, Hans Bernhard; Lüttge, Gustav              | 30991    | BW |
| 26211        | Insterburger Straße 10c (Lage) | O   | Reihenhaus                                          |                                                                                             | 1953/1954              | Reichow, Hans Bernhard; Lüttge, Gustav              | 30991    | BW |
| 26304        | Insterburger Straße 11a (Lage) | O   | Reihenhaus                                          |                                                                                             | 1953/1954              | Reichow, Hans Bernhard; Lüttge, Gustav              | 30991    | |
| 26305        | Insterburger Straße 11b (Lage) | O   | Reihenhaus                                          |                                                                                             | 1953/1954              | Reichow, Hans Bernhard; Lüttge, Gustav              | 30991    | BW |
| 26306        | Insterburger Straße 11c (Lage) | O   | Reihenhaus                                          |                                                                                             | 1953/1954              | Reichow, Hans Bernhard; Lüttge, Gustav              | 30991    | BW |
| 26307        | Insterburger Straße 11d (Lage) | O   | Reihenhaus                                          |                                                                                             | 1953/1954              | Reichow, Hans Bernhard; Lüttge, Gustav              | 30991    | BW |
| 26308        | Insterburger Straße 11e (Lage) | O   | Reihenhaus                                          |                                                                                             | 1953/1954              | Reichow, Hans Bernhard; Lüttge, Gustav              | 30991    | BW |
| 26309        | Insterburger Straße 11f (Lage) | O   | Reihenhaus                                          |                                                                                             | 1953/1954              | Reichow, Hans Bernhard; Lüttge, Gustav              | 30991    | BW |
| 26475        | Insterburger Straße 11g (Lage) | O   | Reihenhaus                                          |                                                                                             | 1953/1954              | Reichow, Hans Bernhard; Lüttge, Gustav              | 30991    | BW |
| 26042        | Insterburger Straße 12a (Lage) | O   | Reihenhaus                                          |                                                                                             | 1953/1954              | Reichow, Hans Bernhard; Lüttge, Gustav              | 30991    | BW |
| 26041        | Insterburger Straße 12b (Lage) | O   | Reihenhaus                                          |                                                                                             | 1953/1954              | Reichow, Hans Bernhard; Lüttge, Gustav              | 30991    | BW |
| 26040        | Insterburger Straße 12c (Lage) | O   | Reihenhaus                                          |                                                                                             | 1953/1954              | Reichow, Hans Bernhard; Lüttge, Gustav              | 30991    | BW |
| 26039        | Insterburger Straße 12d (Lage) | O   | Reihenhaus                                          |                                                                                             | 1953/1954              | Reichow, Hans Bernhard; Lüttge, Gustav              | 30991    | BW |
| 26038        | Insterburger Straße 12e (Lage) | O   | Reihenhaus                                          |                                                                                             | 1953/1954              | Reichow, Hans Bernhard; Lüttge, Gustav              | 30991    | BW |
| 26311        | Insterburger Straße 13a (Lage) | O   | Reihenhaus                                          |                                                                                             | 1953/1954              | Reichow, Hans Bernhard; Lüttge, Gustav              | 30991    | BW |
| 26427        | Insterburger Straße 13b (Lage) | O   | Reihenhaus                                          |                                                                                             | 1953/1954              | Reichow, Hans Bernhard; Lüttge, Gustav              | 30991    | BW |
| 26313        | Insterburger Straße 13c (Lage) | O   | Reihenhaus                                          |                                                                                             | 1953/1954              | Reichow, Hans Bernhard; Lüttge, Gustav              | 30991    | BW |
| 26429        | Insterburger Straße 13d (Lage) | O   | Reihenhaus                                          |                                                                                             | 1953/1954              | Reichow, Hans Bernhard; Lüttge, Gustav              | 30991    | BW |
| 26473        | Insterburger Straße 13e (Lage) | O   | Reihenhaus                                          |                                                                                             | 1953/1954              | Reichow, Hans Bernhard; Lüttge, Gustav              | 30991    | BW |
| 26212        | Insterburger Straße 13f (Lage) | O   | Reihenhaus                                          |                                                                                             | 1953/1954              | Reichow, Hans Bernhard; Lüttge, Gustav              | 30991    | BW |
| 26634        | Insterburger Straße 13g (Lage) | O   | Reihenhaus                                          |                                                                                             | 1953/1954              | Reichow, Hans Bernhard; Lüttge, Gustav              | 30991    | BW |
| 26635        | Insterburger Straße 13h (Lage) | O   | Reihenhaus                                          |                                                                                             | 1953/1954              | Reichow, Hans Bernhard; Lüttge, Gustav              | 30991    | BW |
| 26647        | Insterburger Straße 14a (Lage) | O   | Mehrfamilienhaus                                    |                                                                                             | 1953/1954              | Reichow, Hans Bernhard; Lüttge, Gustav              | 30991    | BW |
| 24364        | Insterburger Straße 14b (Lage) | O   | Mehrfamilienhaus                                    |                                                                                             | 1953/1954              | Reichow, Hans Bernhard; Lüttge, Gustav              | 30991    | BW |
| 26044        | Insterburger Straße 14c (Lage) | O   | Mehrfamilienhaus                                    |                                                                                             | 1953/1954              | Reichow, Hans Bernhard; Lüttge, Gustav              | 30991    | BW |
| 26636        | Insterburger Straße 15a (Lage) | O   | Mehrfamilienhaus                                    |                                                                                             | 1953/1954              | Reichow, Hans Bernhard; Lüttge, Gustav              | 30991    | BW |
| 26637        | Insterburger Straße 15b (Lage) | O   | Mehrfamilienhaus                                    |                                                                                             | 1953/1954              | Reichow, Hans Bernhard; Lüttge, Gustav              | 30991    | BW |
| 26638        | Insterburger Straße 15c (Lage) | O   | Mehrfamilienhaus                                    |                                                                                             | 1953/1954              | Reichow, Hans Bernhard; Lüttge, Gustav              | 30991    | BW |
| 26639        | Insterburger Straße 15d (Lage) | O   | Mehrfamilienhaus                                    |                                                                                             | 1953/1954              | Reichow, Hans Bernhard; Lüttge, Gustav              | 30991    | BW |
| 24362        | Insterburger Straße 16a (Lage) | O   | Mehrfamilienhaus                                    |                                                                                             | 1953/1954              | Reichow, Hans Bernhard; Lüttge, Gustav              | 30991    | BW |
| 26651        | Insterburger Straße 16b (Lage) | O   | Mehrfamilienhaus                                    |                                                                                             | 1953/1954              | Reichow, Hans Bernhard; Lüttge, Gustav              | 30991    | BW |
| 26650        | Insterburger Straße 16c (Lage) | O   | Mehrfamilienhaus                                    |                                                                                             | 1953/1954              | Reichow, Hans Bernhard; Lüttge, Gustav              | 30991    | BW |
| 26640        | Insterburger Straße 17a (Lage) | O   | Mehrfamilienhaus                                    |                                                                                             | 1953/1954              | Reichow, Hans Bernhard; Lüttge, Gustav              | 30991    | BW |
| 26641        | Insterburger Straße 17b (Lage) | O   | Mehrfamilienhaus                                    |                                                                                             | 1953/1954              | Reichow, Hans Bernhard; Lüttge, Gustav              | 30991    | BW |
| 26642        | Insterburger Straße 17c (Lage) | O   | Mehrfamilienhaus                                    |                                                                                             | 1953/1954              | Reichow, Hans Bernhard; Lüttge, Gustav              | 30991    | BW |
| 26643        | Insterburger Straße 17d (Lage) | O   | Mehrfamilienhaus                                    |                                                                                             | 1953/1954              | Reichow, Hans Bernhard; Lüttge, Gustav              | 30991    | BW |
| 26649        | Insterburger Straße 18a (Lage) | O   | Mehrfamilienhaus                                    |                                                                                             | 1953/1954              | Reichow, Hans Bernhard; Lüttge, Gustav              | 30991    | BW |
| 26630        | Insterburger Straße 18b (Lage) | O   | Mehrfamilienhaus                                    |                                                                                             | 1953/1954              | Reichow, Hans Bernhard; Lüttge, Gustav              | 30991    | BW |
| 26644        | Insterburger Straße 19a (Lage) | O   | Mehrfamilienhaus                                    |                                                                                             | 1953/1954              | Reichow, Hans Bernhard; Lüttge, Gustav              | 30991    | BW |
| 26645        | Insterburger Straße 19b (Lage) | O   | Mehrfamilienhaus                                    |                                                                                             | 1953/1954              | Reichow, Hans Bernhard; Lüttge, Gustav              | 30991    | BW |
| 26043        | Johannisburger Stieg 1 (Lage) | O   | Reihenhaus                                          |                                                                                             | 1953/1954              | Reichow, Hans Bernhard; Lüttge, Gustav              | 30991    | BW |
| 26646        | Johannisburger Stieg 3 (Lage) | O   | Reihenhaus                                          |                                                                                             | 1953/1954              | Reichow, Hans Bernhard; Lüttge, Gustav              | 30991    | BW |
| 26616        | Johannisburger Stieg 5 (Lage) | O   | Reihenhaus                                          |                                                                                             | 1953/1954              | Reichow, Hans Bernhard; Lüttge, Gustav              | 30991    | BW |
| 26617        | Johannisburger Stieg 7 (Lage) | O   | Reihenhaus                                          |                                                                                             | 1953/1954              | Reichow, Hans Bernhard; Lüttge, Gustav              | 30991    | BW |
| 26618        | Johannisburger Stieg 9 (Lage) | O   | Reihenhaus                                          |                                                                                             | 1953/1954              | Reichow, Hans Bernhard; Lüttge, Gustav              | 30991    | BW |
| 26619        | Johannisburger Stieg 11 (Lage) | O   | Reihenhaus                                          |                                                                                             | 1953/1954              | Reichow, Hans Bernhard; Lüttge, Gustav              | 30991    | BW |
| 26620        | Johannisburger Stieg 13 (Lage) | O   | Reihenhaus                                          |                                                                                             | 1953/1954              | Reichow, Hans Bernhard; Lüttge, Gustav              | 30991    | BW |
| 26621        | Johannisburger Stieg 15 (Lage) | O   | Reihenhaus                                          |                                                                                             | 1953/1954              | Reichow, Hans Bernhard; Lüttge, Gustav              | 30991    | BW |
| 26622        | Johannisburger Stieg 17 (Lage) | O   | Reihenhaus                                          |                                                                                             | 1953/1954              | Reichow, Hans Bernhard; Lüttge, Gustav              | 30991    | BW |
| 26623        | Johannisburger Stieg 19 (Lage) | O   | Reihenhaus                                          |                                                                                             | 1953/1954              | Reichow, Hans Bernhard; Lüttge, Gustav              | 30991    | BW |
| 26624        | Johannisburger Stieg 21 (Lage) | O   | Reihenhaus                                          |                                                                                             | 1953/1954              | Reichow, Hans Bernhard; Lüttge, Gustav              | 30991    | BW |
| 26625        | Johannisburger Stieg 23 (Lage) | O   | Reihenhaus                                          |                                                                                             | 1953/1954              | Reichow, Hans Bernhard; Lüttge, Gustav              | 30991    | BW |
| 26626        | Johannisburger Stieg 25 (Lage) | O   | Reihenhaus                                          |                                                                                             | 1953/1954              | Reichow, Hans Bernhard; Lüttge, Gustav              | 30991    | BW |
| 26627        | Johannisburger Stieg 27 (Lage) | O   | Reihenhaus                                          |                                                                                             | 1953/1954              | Reichow, Hans Bernhard; Lüttge, Gustav              | 30991    | BW |
| 26210        | Johannisburger Stieg 29 (Lage) | O   | Reihenhaus                                          |                                                                                             | 1953/1954              | Reichow, Hans Bernhard; Lüttge, Gustav              | 30991    | BW |
| 26629        | Johannisburger Stieg 31 (Lage) | O   | Reihenhaus                                          |                                                                                             | 1953/1954              | Reichow, Hans Bernhard; Lüttge, Gustav              | 30991    | BW |
| 26615        | Johannisburger Stieg 33 (Lage) | O   | Reihenhaus                                          |                                                                                             | 1953/1954              | Reichow, Hans Bernhard; Lüttge, Gustav              | 30991    | BW |
| 26631        | Johannisburger Stieg 35 (Lage) | O   | Reihenhaus                                          |                                                                                             | 1953/1954              | Reichow, Hans Bernhard; Lüttge, Gustav              | 30991    | BW |
| 26632        | Johannisburger Stieg 37 (Lage) | O   | Reihenhaus                                          |                                                                                             | 1953/1954              | Reichow, Hans Bernhard; Lüttge, Gustav              | 30991    | BW |
| 26633        | Johannisburger Stieg 39 (Lage) | O   | Reihenhaus                                          |                                                                                             | 1953/1954              | Reichow, Hans Bernhard; Lüttge, Gustav              | 30991    | BW |
| 26200        | Königsberger Straße 2 (Lage) | O   | Ladengebäude                                        |                                                                                             | 1953/1954              | Reichow, Hans Bernhard; Lüttge, Gustav              | 30991    | BW |
| 26201        | Königsberger Straße 2a (Lage) | O   | Mehrfamilienhaus                                    |                                                                                             | 1953/1954              | Reichow, Hans Bernhard; Lüttge, Gustav              | 30991    | BW |
| 26202        | Königsberger Straße 4 (Lage) | O   | Ladengebäude                                        |                                                                                             | 1953/1954              | Reichow, Hans Bernhard; Lüttge, Gustav              | 30991    | BW |
| 26657        | Königsberger Straße 4a (Lage) | O   | Mehrfamilienhaus                                    |                                                                                             | 1953/1954              | Reichow, Hans Bernhard; Lüttge, Gustav              | 30991    | BW |
| 26204        | Königsberger Straße 6 (Lage) | O   | Ladengebäude                                        |                                                                                             | 1953/1954              | Reichow, Hans Bernhard; Lüttge, Gustav              | 30991    | |
| 26648        | Königsberger Straße 6a (Lage) | O   | Mehrfamilienhaus                                    |                                                                                             | 1953/1954              | Reichow, Hans Bernhard; Lüttge, Gustav              | 30991    | BW |
| 26474        | Königsberger Straße 7a (Lage) | O   | Reihenhaus                                          |                                                                                             | 1953/1954              | Reichow, Hans Bernhard; Lüttge, Gustav              | 30991    | BW |
| 26203        | Königsberger Straße 7b (Lage) | O   | Reihenhaus                                          |                                                                                             | 1953/1954              | Reichow, Hans Bernhard; Lüttge, Gustav              | 30991    | BW |
| 26476        | Königsberger Straße 7c (Lage) | O   | Reihenhaus                                          |                                                                                             | 1953/1954              | Reichow, Hans Bernhard; Lüttge, Gustav              | 30991    | BW |
| 26477        | Königsberger Straße 7d (Lage) | O   | Reihenhaus                                          |                                                                                             | 1953/1954              | Reichow, Hans Bernhard; Lüttge, Gustav              | 30991    | BW |
| 26206        | Königsberger Straße 8 (Lage) | O   | Ladengebäude                                        |                                                                                             | 1953/1954              | Reichow, Hans Bernhard; Lüttge, Gustav              | 30991    | |
| 26207        | Königsberger Straße 8a (Lage) | O   | Mehrfamilienhaus                                    |                                                                                             | 1953/1954              | Reichow, Hans Bernhard; Lüttge, Gustav              | 30991    | BW |
| 26470        | Königsberger Straße 9a (Lage) | O   | Reihenhaus                                          |                                                                                             | 1953/1954              | Reichow, Hans Bernhard; Lüttge, Gustav              | 30991    | BW |
| 26471        | Königsberger Straße 9b (Lage) | O   | Reihenhaus                                          |                                                                                             | 1953/1954              | Reichow, Hans Bernhard; Lüttge, Gustav              | 30991    | BW |
| 26472        | Königsberger Straße 9c (Lage) | O   | Reihenhaus                                          |                                                                                             | 1953/1954              | Reichow, Hans Bernhard; Lüttge, Gustav              | 30991    | BW |
| 24728        | Königsberger Straße 9d (Lage) | O   | Reihenhaus                                          |                                                                                             | 1953/1954              | Reichow, Hans Bernhard; Lüttge, Gustav              | 30991    | BW |
| 26208        | Königsberger Straße 10 (Lage) | O   | Ladengebäude                                        |                                                                                             | 1953/1954              | Reichow, Hans Bernhard; Lüttge, Gustav              | 30991    | BW |
| 26209        | Königsberger Straße 10a (Lage) | O   | Mehrfamilienhaus                                    |                                                                                             | 1953/1954              | Reichow, Hans Bernhard; Lüttge, Gustav              | 30991    | BW |
| 26701        | Königsberger Straße 11a (Lage) | O   | Reihenhaus                                          |                                                                                             | 1953/1954              | Reichow, Hans Bernhard; Lüttge, Gustav              | 30991    | BW |
| 26205        | Königsberger Straße 11b (Lage) | O   | Reihenhaus                                          |                                                                                             | 1953/1954              | Reichow, Hans Bernhard; Lüttge, Gustav              | 30991    | BW |
| 26466        | Königsberger Straße 11c (Lage) | O   | Reihenhaus                                          |                                                                                             | 1953/1954              | Reichow, Hans Bernhard; Lüttge, Gustav              | 30991    | BW |
| 26469        | Königsberger Straße 11d (Lage) | O   | Reihenhaus                                          |                                                                                             | 1953/1954              | Reichow, Hans Bernhard; Lüttge, Gustav              | 30991    | BW |
| 26628        | Königsberger Straße 12 (Lage) | O   | Mehrfamilienhaus                                    |                                                                                             | 1953/1954              | Reichow, Hans Bernhard; Lüttge, Gustav              | 30991    | |
| 26697        | Königsberger Straße 13a (Lage) | O   | Reihenhaus                                          |                                                                                             | 1953/1954              | Reichow, Hans Bernhard; Lüttge, Gustav              | 30991    | BW |
| 26698        | Königsberger Straße 13b (Lage) | O   | Reihenhaus                                          |                                                                                             | 1953/1954              | Reichow, Hans Bernhard; Lüttge, Gustav              | 30991    | BW |
| 26699        | Königsberger Straße 13c (Lage) | O   | Reihenhaus                                          |                                                                                             | 1953/1954              | Reichow, Hans Bernhard; Lüttge, Gustav              | 30991    | BW |
| 26700        | Königsberger Straße 13d (Lage) | O   | Reihenhaus                                          |                                                                                             | 1953/1954              | Reichow, Hans Bernhard; Lüttge, Gustav              | 30991    | BW |
| 26655        | Königsberger Straße 14a (Lage) | O   | Reihenhaus                                          |                                                                                             | 1953/1954              | Reichow, Hans Bernhard; Lüttge, Gustav              | 30991    | BW |
| 26817        | Königsberger Straße 14b (Lage) | O   | Reihenhaus                                          |                                                                                             | 1953/1954              | Reichow, Hans Bernhard; Lüttge, Gustav              | 30991    | BW |
| 26815        | Königsberger Straße 14c (Lage) | O   | Reihenhaus                                          |                                                                                             | 1953/1954              | Reichow, Hans Bernhard; Lüttge, Gustav              | 30991    | BW |
| 26814        | Königsberger Straße 14d (Lage) | O   | Reihenhaus                                          |                                                                                             | 1953/1954              | Reichow, Hans Bernhard; Lüttge, Gustav              | 30991    | BW |
| 26808        | Königsberger Straße 14e (Lage) | O   | Reihenhaus                                          |                                                                                             | 1953/1954              | Reichow, Hans Bernhard; Lüttge, Gustav              | 30991    | BW |
| 26819        | Königsberger Straße 14f (Lage) | O   | Reihenhaus                                          |                                                                                             | 1953/1954              | Reichow, Hans Bernhard; Lüttge, Gustav              | 30991    | BW |
| 26809        | Königsberger Straße 14g (Lage) | O   | Reihenhaus                                          |                                                                                             | 1953/1954              | Reichow, Hans Bernhard; Lüttge, Gustav              | 30991    | BW |
| 26810        | Königsberger Straße 14h (Lage) | O   | Reihenhaus                                          |                                                                                             | 1953/1954              | Reichow, Hans Bernhard; Lüttge, Gustav              | 30991    | BW |
| 26811        | Königsberger Straße 14i (Lage) | O   | Reihenhaus                                          |                                                                                             | 1953/1954              | Reichow, Hans Bernhard; Lüttge, Gustav              | 30991    | BW |
| 26812        | Königsberger Straße 14k (Lage) | O   | Reihenhaus                                          |                                                                                             | 1953/1954              | Reichow, Hans Bernhard; Lüttge, Gustav              | 30991    | BW |
| 26813        | Königsberger Straße 14l (Lage) | O   | Reihenhaus                                          |                                                                                             | 1953/1954              | Reichow, Hans Bernhard; Lüttge, Gustav              | 30991    | BW |
| 25426        | Königsberger Straße 15a (Lage) | O   | Reihenhaus                                          |                                                                                             | 1953/1954              | Reichow, Hans Bernhard; Lüttge, Gustav              | 30991    | BW |
| 25427        | Königsberger Straße 15b (Lage) | O   | Reihenhaus                                          |                                                                                             | 1953/1954              | Reichow, Hans Bernhard; Lüttge, Gustav              | 30991    | BW |
| 26695        | Königsberger Straße 15c (Lage) | O   | Reihenhaus                                          |                                                                                             | 1953/1954              | Reichow, Hans Bernhard; Lüttge, Gustav              | 30991    | BW |
| 26696        | Königsberger Straße 15d (Lage) | O   | Reihenhaus                                          |                                                                                             | 1953/1954              | Reichow, Hans Bernhard; Lüttge, Gustav              | 30991    | BW |
| 26829        | Königsberger Straße 16a (Lage) | O   | Reihenhaus                                          |                                                                                             | 1953/1954              | Reichow, Hans Bernhard; Lüttge, Gustav              | 30991    | BW |
| 26820        | Königsberger Straße 16b (Lage) | O   | Reihenhaus                                          |                                                                                             | 1953/1954              | Reichow, Hans Bernhard; Lüttge, Gustav              | 30991    | BW |
| 26703        | Königsberger Straße 16c (Lage) | O   | Reihenhaus                                          |                                                                                             | 1953/1954              | Reichow, Hans Bernhard; Lüttge, Gustav              | 30991    | BW |
| 26821        | Königsberger Straße 16d (Lage) | O   | Reihenhaus                                          |                                                                                             | 1953/1954              | Reichow, Hans Bernhard; Lüttge, Gustav              | 30991    | BW |
| 26831        | Königsberger Straße 16e (Lage) | O   | Reihenhaus                                          |                                                                                             | 1953/1954              | Reichow, Hans Bernhard; Lüttge, Gustav              | 30991    | BW |
| 26837        | Königsberger Straße 16f (Lage) | O   | Reihenhaus                                          |                                                                                             | 1953/1954              | Reichow, Hans Bernhard; Lüttge, Gustav              | 30991    | BW |
| 26836        | Königsberger Straße 16g (Lage) | O   | Reihenhaus                                          |                                                                                             | 1953/1954              | Reichow, Hans Bernhard; Lüttge, Gustav              | 30991    | BW |
| 26835        | Königsberger Straße 16h (Lage) | O   | Reihenhaus                                          |                                                                                             | 1953/1954              | Reichow, Hans Bernhard; Lüttge, Gustav              | 30991    | BW |
| 26834        | Königsberger Straße 18a (Lage) | O   | Reihenhaus                                          |                                                                                             | 1953/1954              | Reichow, Hans Bernhard; Lüttge, Gustav              | 30991    | BW |
| 26833        | Königsberger Straße 18b (Lage) | O   | Reihenhaus                                          |                                                                                             | 1953/1954              | Reichow, Hans Bernhard; Lüttge, Gustav              | 30991    | BW |
| 26832        | Königsberger Straße 18c (Lage) | O   | Reihenhaus                                          |                                                                                             | 1953/1954              | Reichow, Hans Bernhard; Lüttge, Gustav              | 30991    | BW |
| 26822        | Königsberger Straße 18d (Lage) | O   | Reihenhaus                                          |                                                                                             | 1953/1954              | Reichow, Hans Bernhard; Lüttge, Gustav              | 30991    | BW |
| 26830        | Königsberger Straße 18e (Lage) | O   | Reihenhaus                                          |                                                                                             | 1953/1954              | Reichow, Hans Bernhard; Lüttge, Gustav              | 30991    | BW |
| 26828        | Königsberger Straße 20a (Lage) | O   | Reihenhaus                                          |                                                                                             | 1953/1954              | Reichow, Hans Bernhard; Lüttge, Gustav              | 30991    | BW |
| 26827        | Königsberger Straße 20b (Lage) | O   | Reihenhaus                                          |                                                                                             | 1953/1954              | Reichow, Hans Bernhard; Lüttge, Gustav              | 30991    | BW |
| 26826        | Königsberger Straße 20c (Lage) | O   | Reihenhaus                                          |                                                                                             | 1953/1954              | Reichow, Hans Bernhard; Lüttge, Gustav              | 30991    | BW |
| 26825        | Königsberger Straße 20d (Lage) | O   | Reihenhaus                                          |                                                                                             | 1953/1954              | Reichow, Hans Bernhard; Lüttge, Gustav              | 30991    | BW |
| 26824        | Königsberger Straße 20e (Lage) | O   | Reihenhaus                                          |                                                                                             | 1953/1954              | Reichow, Hans Bernhard; Lüttge, Gustav              | 30991    | BW |
| 26823        | Königsberger Straße 22a (Lage) | O   | Reihenhaus                                          |                                                                                             | 1953/1954              | Reichow, Hans Bernhard; Lüttge, Gustav              | 30991    | BW |
| 26818        | Königsberger Straße 22b (Lage) | O   | Reihenhaus                                          |                                                                                             | 1953/1954              | Reichow, Hans Bernhard; Lüttge, Gustav              | 30991    | BW |
| 25419        | Königsberger Straße 22c (Lage) | O   | Reihenhaus                                          |                                                                                             | 1953/1954              | Reichow, Hans Bernhard; Lüttge, Gustav              | 30991    | BW |
| 26046        | Königsberger Straße 22d (Lage) | O   | Reihenhaus                                          |                                                                                             | 1953/1954              | Reichow, Hans Bernhard; Lüttge, Gustav              | 30991    | BW |
| 26652        | Königsberger Straße 22e (Lage) | O   | Reihenhaus                                          |                                                                                             | 1953/1954              | Reichow, Hans Bernhard; Lüttge, Gustav              | 30991    | BW |
| 26653        | Königsberger Straße 24a (Lage) | O   | Reihenhaus                                          |                                                                                             | 1953/1954              | Reichow, Hans Bernhard; Lüttge, Gustav              | 30991    | BW |
| 26654        | Königsberger Straße 24b (Lage) | O   | Reihenhaus                                          |                                                                                             | 1953/1954              | Reichow, Hans Bernhard; Lüttge, Gustav              | 30991    | BW |
| 25421        | Königsberger Straße 24c (Lage) | O   | Reihenhaus                                          |                                                                                             | 1953/1954              | Reichow, Hans Bernhard; Lüttge, Gustav              | 30991    | BW |
| 26656        | Königsberger Straße 24d (Lage) | O   | Reihenhaus                                          |                                                                                             | 1953/1954              | Reichow, Hans Bernhard; Lüttge, Gustav              | 30991    | BW |
| 26816        | Königsberger Straße 24e (Lage) | O   | Reihenhaus                                          |                                                                                             | 1953/1954              | Reichow, Hans Bernhard; Lüttge, Gustav              | 30991    | BW |
| 25424        | Königsberger Straße 25 (Lage) | O   | Kindergarten                                        |                                                                                             | 1953/1954              | Reichow, Hans Bernhard; Lüttge, Gustav              | 30991    | BW |
| 25425        | Königsberger Straße 25a (Lage) | O   | Kindergarten                                        |                                                                                             | 1953/1954              | Reichow, Hans Bernhard; Lüttge, Gustav              | 30991    | BW |
| 26658        | Königsberger Straße 26a (Lage) | O   | Reihenhaus                                          |                                                                                             | 1953/1954              | Reichow, Hans Bernhard; Lüttge, Gustav              | 30991    | BW |
| 25415        | Königsberger Straße 26b (Lage) | O   | Reihenhaus                                          |                                                                                             | 1953/1954              | Reichow, Hans Bernhard; Lüttge, Gustav              | 30991    | BW |
| 25416        | Königsberger Straße 26c (Lage) | O   | Reihenhaus                                          |                                                                                             | 1953/1954              | Reichow, Hans Bernhard; Lüttge, Gustav              | 30991    | BW |
| 25417        | Königsberger Straße 26d (Lage) | O   | Reihenhaus                                          |                                                                                             | 1953/1954              | Reichow, Hans Bernhard; Lüttge, Gustav              | 30991    | BW |
| 25418        | Königsberger Straße 26e (Lage) | O   | Reihenhaus                                          |                                                                                             | 1953/1954              | Reichow, Hans Bernhard; Lüttge, Gustav              | 30991    | BW |
| 26702        | Königsberger Straße 28a (Lage) | O   | Reihenhaus                                          |                                                                                             | 1953/1954              | Reichow, Hans Bernhard; Lüttge, Gustav              | 30991    | BW |
| 25420        | Königsberger Straße 28b (Lage) | O   | Reihenhaus                                          |                                                                                             | 1953/1954              | Reichow, Hans Bernhard; Lüttge, Gustav              | 30991    | BW |
| 26045        | Königsberger Straße 28c (Lage) | O   | Reihenhaus                                          |                                                                                             | 1953/1954              | Reichow, Hans Bernhard; Lüttge, Gustav              | 30991    | BW |
| 25422        | Königsberger Straße 28d (Lage) | O   | Reihenhaus                                          |                                                                                             | 1953/1954              | Reichow, Hans Bernhard; Lüttge, Gustav              | 30991    | BW |
| 25423        | Königsberger Straße 28e (Lage) | O   | Reihenhaus                                          |                                                                                             | 1953/1954              | Reichow, Hans Bernhard; Lüttge, Gustav              | 30991    | BW |
| 28630        | Lenzingweg 1 (Lage) | O   | Siedlungsbau                                        | Siedlung Bramfeld-Kirche                                                                    | 1940–43                | Arnold, Carl/Hinrichs, Georg                        | 31246    | BW |
| 28638        | Lenzingweg 2 (Lage) | O   | Siedlungsbau                                        | Siedlung Bramfeld-Kirche                                                                    | 1940–43                | Arnold, Carl/Hinrichs, Georg                        | 31246    | BW |
| 28631        | Lenzingweg 3 (Lage) | O   | Siedlungsbau                                        | Siedlung Bramfeld-Kirche                                                                    | 1940–43                | Arnold, Carl/Hinrichs, Georg                        | 31246    | BW |
| 28639        | Lenzingweg 4 (Lage) | O   | Siedlungsbau                                        | Siedlung Bramfeld-Kirche                                                                    | 1940–43                | Arnold, Carl/Hinrichs, Georg                        | 31246    | BW |
| 28632        | Lenzingweg 5 (Lage) | O   | Siedlungsbau                                        | Siedlung Bramfeld-Kirche                                                                    | 1940–43                | Arnold, Carl/Hinrichs, Georg                        | 31246    | BW |
| 28640        | Lenzingweg 6 (Lage) | O   | Siedlungsbau                                        | Siedlung Bramfeld-Kirche                                                                    | 1940–43                | Arnold, Carl/Hinrichs, Georg                        | 31246    | BW |
| 28633        | Lenzingweg 7 (Lage) | O   | Siedlungsbau                                        | Siedlung Bramfeld-Kirche                                                                    | 1940–43                | Arnold, Carl/Hinrichs, Georg                        | 31246    | BW |
| 28641        | Lenzingweg 8 (Lage) | O   | Siedlungsbau                                        | Siedlung Bramfeld-Kirche                                                                    | 1940–43                | Arnold, Carl/Hinrichs, Georg                        | 31246    | BW |
| 28634        | Lenzingweg 9 (Lage) | O   | Siedlungsbau                                        | Siedlung Bramfeld-Kirche                                                                    | 1940–43                | Arnold, Carl/Hinrichs, Georg                        | 31246    | BW |
| 28642        | Lenzingweg 10 (Lage) | O   | Siedlungsbau                                        | Siedlung Bramfeld-Kirche                                                                    | 1940–43                | Arnold, Carl/Hinrichs, Georg                        | 31246    | BW |
| 28635        | Lenzingweg 11 (Lage) | O   | Siedlungsbau                                        | Siedlung Bramfeld-Kirche                                                                    | 1940–43                | Arnold, Carl/Hinrichs, Georg                        | 31246    | BW |
| 28643        | Lenzingweg 12 (Lage) | O   | Siedlungsbau                                        | Siedlung Bramfeld-Kirche                                                                    | 1940–43                | Arnold, Carl/Hinrichs, Georg                        | 31246    | BW |
| 28636        | Lenzingweg 13 (Lage) | O   | Siedlungsbau                                        | Siedlung Bramfeld-Kirche                                                                    | 1940–43                | Arnold, Carl/Hinrichs, Georg                        | 31246    | BW |
| 28644        | Lenzingweg 14 (Lage) | O   | Siedlungsbau                                        | Siedlung Bramfeld-Kirche                                                                    | 1940–43                | Arnold, Carl/Hinrichs, Georg                        | 31246    | BW |
| 28637        | Lenzingweg 15 (Lage) | O   | Siedlungsbau                                        | Siedlung Bramfeld-Kirche                                                                    | 1940–43                | Arnold, Carl/Hinrichs, Georg                        | 31246    | BW |
| 28645        | Lenzingweg 16 (Lage) | O   | Siedlungsbau                                        | Siedlung Bramfeld-Kirche                                                                    | 1940–43                | Arnold, Carl/Hinrichs, Georg                        | 31246    | BW |
| 26390        | Lüdmoor 2 (Lage) | O   | Mehrfamilienhaus                                    |                                                                                             | 1953/1954              | Reichow, Hans Bernhard; Lüttge, Gustav              | 30991    | |
| 26478        | Lüdmoor 12 (Lage) | O   | Mehrfamilienhaus                                    |                                                                                             | 1953/1954              | Reichow, Hans Bernhard; Lüttge, Gustav              | 30991    | |
| 26479        | Lüdmoor 22 (Lage) | O   | Mehrfamilienhaus                                    |                                                                                             | 1953/1954              | Reichow, Hans Bernhard; Lüttge, Gustav              | 30991    | |
| 26480        | Marienwerder Straße 25a (Lage) | O   | Reihenhaus                                          |                                                                                             | 1953/1954              | Reichow, Hans Bernhard; Lüttge, Gustav              | 30991    | BW |
| 26481        | Marienwerder Straße 25b (Lage) | O   | Reihenhaus                                          |                                                                                             | 1953/1954              | Reichow, Hans Bernhard; Lüttge, Gustav              | 30991    | BW |
| 26489        | Marienwerder Straße 25c (Lage) | O   | Reihenhaus                                          |                                                                                             | 1953/1954              | Reichow, Hans Bernhard; Lüttge, Gustav              | 30991    | BW |
| 23077        | Marienwerder Straße 25d (Lage) | O   | Reihenhaus                                          |                                                                                             | 1953/1954              | Reichow, Hans Bernhard; Lüttge, Gustav              | 30991    | BW |
| 26485        | Marienwerder Straße 26a (Lage) | O   | Reihenhaus                                          |                                                                                             | 1953/1954              | Reichow, Hans Bernhard; Lüttge, Gustav              | 30991    | BW |
| 22414        | Marienwerder Straße 26b (Lage) | O   | Reihenhaus                                          |                                                                                             | 1953/1954              | Reichow, Hans Bernhard; Lüttge, Gustav              | 30991    | BW |
| 23083        | Marienwerder Straße 26c (Lage) | O   | Reihenhaus                                          |                                                                                             | 1953/1954              | Reichow, Hans Bernhard; Lüttge, Gustav              | 30991    | BW |
| 26468        | Marienwerder Straße 27a (Lage) | O   | Reihenhaus                                          |                                                                                             | 1953/1954              | Reichow, Hans Bernhard; Lüttge, Gustav              | 30991    | |
| 23082        | Marienwerder Straße 27b (Lage) | O   | Reihenhaus                                          |                                                                                             | 1953/1954              | Reichow, Hans Bernhard; Lüttge, Gustav              | 30991    | BW |
| 23081        | Marienwerder Straße 27c (Lage) | O   | Reihenhaus                                          |                                                                                             | 1953/1954              | Reichow, Hans Bernhard; Lüttge, Gustav              | 30991    | BW |
| 23080        | Marienwerder Straße 27d (Lage) | O   | Reihenhaus                                          |                                                                                             | 1953/1954              | Reichow, Hans Bernhard; Lüttge, Gustav              | 30991    | BW |
| 26482        | Marienwerder Straße 28a (Lage) | O   | Reihenhaus                                          |                                                                                             | 1953/1954              | Reichow, Hans Bernhard; Lüttge, Gustav              | 30991    | BW |
| 26453        | Marienwerder Straße 28b (Lage) | O   | Reihenhaus                                          |                                                                                             | 1953/1954              | Reichow, Hans Bernhard; Lüttge, Gustav              | 30991    | BW |
| 26454        | Marienwerder Straße 28c (Lage) | O   | Reihenhaus                                          |                                                                                             | 1953/1954              | Reichow, Hans Bernhard; Lüttge, Gustav              | 30991    | BW |
| 26455        | Marienwerder Straße 28d (Lage) | O   | Reihenhaus                                          |                                                                                             | 1953/1954              | Reichow, Hans Bernhard; Lüttge, Gustav              | 30991    | BW |
| 26456        | Marienwerder Straße 28e (Lage) | O   | Reihenhaus                                          |                                                                                             | 1953/1954              | Reichow, Hans Bernhard; Lüttge, Gustav              | 30991    | BW |
| 23079        | Marienwerder Straße 29a (Lage) | O   | Mehrfamilienhaus                                    |                                                                                             | 1953/1954              | Reichow, Hans Bernhard; Lüttge, Gustav              | 30991    | BW |
| 23078        | Marienwerder Straße 29b (Lage) | O   | Mehrfamilienhaus                                    |                                                                                             | 1953/1954              | Reichow, Hans Bernhard; Lüttge, Gustav              | 30991    | BW |
| 26483        | Marienwerder Straße 29c (Lage) | O   | Mehrfamilienhaus                                    |                                                                                             | 1953/1954              | Reichow, Hans Bernhard; Lüttge, Gustav              | 30991    | BW |
| 26457        | Marienwerder Straße 30a (Lage) | O   | Mehrfamilienhaus                                    |                                                                                             | 1953/1954              | Reichow, Hans Bernhard; Lüttge, Gustav              | 30991    | |
| 24535        | Marienwerder Straße 30b (Lage) | O   | Mehrfamilienhaus                                    |                                                                                             | 1953/1954              | Reichow, Hans Bernhard; Lüttge, Gustav              | 30991    | |
| 24536        | Marienwerder Straße 30c (Lage) | O   | Mehrfamilienhaus                                    |                                                                                             | 1953/1954              | Reichow, Hans Bernhard; Lüttge, Gustav              | 30991    | BW |
| 23076        | Marienwerder Straße 31a (Lage) | O   | Mehrfamilienhaus                                    |                                                                                             | 1953/1954              | Reichow, Hans Bernhard; Lüttge, Gustav              | 30991    | BW |
| 23084        | Marienwerder Straße 31b (Lage) | O   | Mehrfamilienhaus                                    |                                                                                             | 1953/1954              | Reichow, Hans Bernhard; Lüttge, Gustav              | 30991    | BW |
| 26488        | Marienwerder Straße 31c (Lage) | O   | Mehrfamilienhaus                                    |                                                                                             | 1953/1954              | Reichow, Hans Bernhard; Lüttge, Gustav              | 30991    | BW |
| 24537        | Marienwerder Straße 32a (Lage) | O   | Mehrfamilienhaus                                    |                                                                                             | 1953/1954              | Reichow, Hans Bernhard; Lüttge, Gustav              | 30991    | |
| 24538        | Marienwerder Straße 32b (Lage) | O   | Mehrfamilienhaus                                    |                                                                                             | 1953/1954              | Reichow, Hans Bernhard; Lüttge, Gustav              | 30991    | BW |
| 24539        | Marienwerder Straße 32c (Lage) | O   | Mehrfamilienhaus                                    |                                                                                             | 1953/1954              | Reichow, Hans Bernhard; Lüttge, Gustav              | 30991    | BW |
| 26487        | Marienwerder Straße 33a (Lage) | O   | Mehrfamilienhaus                                    |                                                                                             | 1953/1954              | Reichow, Hans Bernhard; Lüttge, Gustav              | 30991    | BW |
| 26486        | Marienwerder Straße 33b (Lage) | O   | Mehrfamilienhaus                                    |                                                                                             | 1953/1954              | Reichow, Hans Bernhard; Lüttge, Gustav              | 30991    | BW |
| 22410        | Marienwerder Straße 34a (Lage) | O   | Mehrfamilienhaus                                    |                                                                                             | 1953/1954              | Reichow, Hans Bernhard; Lüttge, Gustav              | 30991    | BW |
| 22411        | Marienwerder Straße 34b (Lage) | O   | Mehrfamilienhaus                                    |                                                                                             | 1953/1954              | Reichow, Hans Bernhard; Lüttge, Gustav              | 30991    | BW |
| 26467        | Marienwerder Straße 34c (Lage) | O   | Mehrfamilienhaus                                    |                                                                                             | 1953/1954              | Reichow, Hans Bernhard; Lüttge, Gustav              | 30991    | BW |
| 26128        | Neusurenland o.Nr. (Lage) | O   | Grenzstein                                          |                                                                                             | 1855                   |                                                     |          | weitere Bilder |
| 22413        | Ortelsburger Stieg 1 (Lage) | O   | Reihenhaus                                          |                                                                                             | 1953/1954              | Reichow, Hans Bernhard; Lüttge, Gustav              | 30991    | BW |
| 26452        | Ortelsburger Stieg 3 (Lage) | O   | Reihenhaus                                          |                                                                                             | 1953/1954              | Reichow, Hans Bernhard; Lüttge, Gustav              | 30991    | BW |
| 22415        | Ortelsburger Stieg 5 (Lage) | O   | Reihenhaus                                          |                                                                                             | 1953/1954              | Reichow, Hans Bernhard; Lüttge, Gustav              | 30991    | BW |
| 22416        | Ortelsburger Stieg 7 (Lage) | O   | Reihenhaus                                          |                                                                                             | 1953/1954              | Reichow, Hans Bernhard; Lüttge, Gustav              | 30991    | BW |
| 22417        | Ortelsburger Stieg 9 (Lage) | O   | Reihenhaus                                          |                                                                                             | 1953/1954              | Reichow, Hans Bernhard; Lüttge, Gustav              | 30991    | |
| 22418        | Ortelsburger Stieg 11 (Lage) | O   | Reihenhaus                                          |                                                                                             | 1953/1954              | Reichow, Hans Bernhard; Lüttge, Gustav              | 30991    | BW |
| 26458        | Ortelsburger Stieg 13 (Lage) | O   | Reihenhaus                                          |                                                                                             | 1953/1954              | Reichow, Hans Bernhard; Lüttge, Gustav              | 30991    | BW |
| 26459        | Ortelsburger Stieg 15 (Lage) | O   | Reihenhaus                                          |                                                                                             | 1953/1954              | Reichow, Hans Bernhard; Lüttge, Gustav              | 30991    | BW |
| 26460        | Ortelsburger Stieg 17 (Lage) | O   | Reihenhaus                                          |                                                                                             | 1953/1954              | Reichow, Hans Bernhard; Lüttge, Gustav              | 30991    | BW |
| 26461        | Ortelsburger Stieg 19 (Lage) | O   | Reihenhaus                                          |                                                                                             | 1953/1954              | Reichow, Hans Bernhard; Lüttge, Gustav              | 30991    | BW |
| 26462        | Ortelsburger Stieg 21 (Lage) | O   | Reihenhaus                                          |                                                                                             | 1953/1954              | Reichow, Hans Bernhard; Lüttge, Gustav              | 30991    | BW |
| 26463        | Ortelsburger Stieg 23 (Lage) | O   | Reihenhaus                                          |                                                                                             | 1953/1954              | Reichow, Hans Bernhard; Lüttge, Gustav              | 30991    | BW |
| 26464        | Ortelsburger Stieg 25 (Lage) | O   | Reihenhaus                                          |                                                                                             | 1953/1954              | Reichow, Hans Bernhard; Lüttge, Gustav              | 30991    | BW |
| 26465        | Ortelsburger Stieg 27 (Lage) | O   | Reihenhaus                                          |                                                                                             | 1953/1954              | Reichow, Hans Bernhard; Lüttge, Gustav              | 30991    | BW |
| 26580        | Ortelsburger Stieg 29 (Lage) | O   | Reihenhaus                                          |                                                                                             | 1953/1954              | Reichow, Hans Bernhard; Lüttge, Gustav              | 30991    | BW |
| 22412        | Ortelsburger Stieg 31 (Lage) | O   | Reihenhaus                                          |                                                                                             | 1953/1954              | Reichow, Hans Bernhard; Lüttge, Gustav              | 30991    | BW |
| 26484        | Ortelsburger Stieg 33 (Lage) | O   | Reihenhaus                                          |                                                                                             | 1953/1954              | Reichow, Hans Bernhard; Lüttge, Gustav              | 30991    | BW |
| 26598        | Ortelsburger Stieg 35 (Lage) | O   | Reihenhaus                                          |                                                                                             | 1953/1954              | Reichow, Hans Bernhard; Lüttge, Gustav              | 30991    | BW |
| 26599        | Ortelsburger Stieg 37 (Lage) | O   | Reihenhaus                                          |                                                                                             | 1953/1954              | Reichow, Hans Bernhard; Lüttge, Gustav              | 30991    | BW |
| 26600        | Ortelsburger Stieg 39 (Lage) | O   | Reihenhaus                                          |                                                                                             | 1953/1954              | Reichow, Hans Bernhard; Lüttge, Gustav              | 30991    | BW |
| 26601        | Ortelsburger Stieg 41 (Lage) | O   | Reihenhaus                                          |                                                                                             | 1953/1954              | Reichow, Hans Bernhard; Lüttge, Gustav              | 30991    | BW |
| 26602        | Ortelsburger Stieg 43 (Lage) | O   | Reihenhaus                                          |                                                                                             | 1953/1954              | Reichow, Hans Bernhard; Lüttge, Gustav              | 30991    | BW |
| 26603        | Ortelsburger Stieg 45 (Lage) | O   | Reihenhaus                                          |                                                                                             | 1953/1954              | Reichow, Hans Bernhard; Lüttge, Gustav              | 30991    | BW |
| 26604        | Ortelsburger Stieg 47 (Lage) | O   | Reihenhaus                                          |                                                                                             | 1953/1954              | Reichow, Hans Bernhard; Lüttge, Gustav              | 30991    | BW |
| 26605        | Ortelsburger Stieg 49 (Lage) | O   | Reihenhaus                                          |                                                                                             | 1953/1954              | Reichow, Hans Bernhard; Lüttge, Gustav              | 30991    | BW |
| 26606        | Ortelsburger Stieg 51 (Lage) | O   | Reihenhaus                                          |                                                                                             | 1953/1954              | Reichow, Hans Bernhard; Lüttge, Gustav              | 30991    | BW |
| 26607        | Ortelsburger Stieg 53 (Lage) | O   | Reihenhaus                                          |                                                                                             | 1953/1954              | Reichow, Hans Bernhard; Lüttge, Gustav              | 30991    | BW |
| 26608        | Ortelsburger Stieg 55 (Lage) | O   | Reihenhaus                                          |                                                                                             | 1953/1954              | Reichow, Hans Bernhard; Lüttge, Gustav              | 30991    | BW |
| 26609        | Ortelsburger Stieg 57 (Lage) | O   | Reihenhaus                                          |                                                                                             | 1953/1954              | Reichow, Hans Bernhard; Lüttge, Gustav              | 30991    | BW |
| 28646        | Scheidingweg 2 (Lage) | O   | Siedlungsbau                                        | Siedlung Bramfeld-Kirche                                                                    | 1940–43                | Arnold, Carl/Hinrichs, Georg                        | 31246    | BW |
| 28647        | Scheidingweg 4 (Lage) | O   | Siedlungsbau                                        | Siedlung Bramfeld-Kirche                                                                    | 1940–43                | Arnold, Carl/Hinrichs, Georg                        | 31246    | BW |
| 28648        | Scheidingweg 6 (Lage) | O   | Siedlungsbau                                        | Siedlung Bramfeld-Kirche                                                                    | 1940–43                | Arnold, Carl/Hinrichs, Georg                        | 31246    | BW |
| 28649        | Scheidingweg 8 (Lage) | O   | Siedlungsbau                                        | Siedlung Bramfeld-Kirche                                                                    | 1940–43                | Arnold, Carl/Hinrichs, Georg                        | 31246    | BW |
| 28650        | Scheidingweg 10 (Lage) | O   | Siedlungsbau                                        | Siedlung Bramfeld-Kirche                                                                    | 1940–43                | Arnold, Carl/Hinrichs, Georg                        | 31246    | BW |
| 28651        | Scheidingweg 12 (Lage) | O   | Siedlungsbau                                        | Siedlung Bramfeld-Kirche                                                                    | 1940–43                | Arnold, Carl/Hinrichs, Georg                        | 31246    | BW |
| 28652        | Scheidingweg 14 (Lage) | O   | Siedlungsbau                                        | Siedlung Bramfeld-Kirche                                                                    | 1940–43                | Arnold, Carl/Hinrichs, Georg                        | 31246    | BW |
| 28653        | Scheidingweg 16 (Lage) | O   | Siedlungsbau                                        | Siedlung Bramfeld-Kirche                                                                    | 1940–43                | Arnold, Carl/Hinrichs, Georg                        | 31246    | BW |
| 28654        | Scheidingweg 18 (Lage) | O   | Siedlungsbau                                        | Siedlung Bramfeld-Kirche                                                                    | 1940–43                | Arnold, Carl/Hinrichs, Georg                        | 31246    | BW |
| 28655        | Scheidingweg 20 (Lage) | O   | Siedlungsbau                                        | Siedlung Bramfeld-Kirche                                                                    | 1940–43                | Arnold, Carl/Hinrichs, Georg                        | 31246    | BW |
| 28656        | Scheidingweg 22 (Lage) | O   | Siedlungsbau                                        | Siedlung Bramfeld-Kirche                                                                    | 1940–43                | Arnold, Carl/Hinrichs, Georg                        | 31246    | BW |
| 26126        | Steilshooper Allee o.Nr. (Lage) | O   | Grenzstein                                          |                                                                                             | 1855                   |                                                     |          | weitere Bilder |
| 26129        | Tegelweg o.Nr. (Lage) | O   | Grenzstein                                          |                                                                                             | 1855                   |                                                     |          | weitere Bilder |
| 26610        | Trakehner Kehre 1 (Lage) | O   | Mehrfamilienhaus                                    |                                                                                             | 1953/1954              | Reichow, Hans Bernhard; Lüttge, Gustav              | 30991    | |
| 24733        | Trakehner Kehre 2 (Lage) | O   | Mehrfamilienhaus                                    |                                                                                             | 1953/1954              | Reichow, Hans Bernhard; Lüttge, Gustav              | 30991    | |
| 22424        | Trakehner Kehre 3 (Lage) | O   | Mehrfamilienhaus                                    |                                                                                             | 1953/1954              | Reichow, Hans Bernhard; Lüttge, Gustav              | 30991    | BW |
| 26597        | Trakehner Kehre 4 (Lage) | O   | Mehrfamilienhaus                                    |                                                                                             | 1953/1954              | Reichow, Hans Bernhard; Lüttge, Gustav              | 30991    | |
| 22429        | Trakehner Kehre 5 (Lage) | O   | Mehrfamilienhaus                                    |                                                                                             | 1953/1954              | Reichow, Hans Bernhard; Lüttge, Gustav              | 30991    | BW |
| 22428        | Trakehner Kehre 6a (Lage) | O   | Reihenhaus                                          |                                                                                             | 1953/1954              | Reichow, Hans Bernhard; Lüttge, Gustav              | 30991    | |
| 22427        | Trakehner Kehre 6b (Lage) | O   | Reihenhaus                                          |                                                                                             | 1953/1954              | Reichow, Hans Bernhard; Lüttge, Gustav              | 30991    | BW |
| 22426        | Trakehner Kehre 6c (Lage) | O   | Reihenhaus                                          |                                                                                             | 1953/1954              | Reichow, Hans Bernhard; Lüttge, Gustav              | 30991    | BW |
| 22425        | Trakehner Kehre 6d (Lage) | O   | Reihenhaus                                          |                                                                                             | 1953/1954              | Reichow, Hans Bernhard; Lüttge, Gustav              | 30991    | BW |
| 26612        | Trakehner Kehre 6e (Lage) | O   | Reihenhaus                                          |                                                                                             | 1953/1954              | Reichow, Hans Bernhard; Lüttge, Gustav              | 30991    | BW |
| 22423        | Trakehner Kehre 7a (Lage) | O   | Reihenhaus                                          |                                                                                             | 1953/1954              | Reichow, Hans Bernhard; Lüttge, Gustav              | 30991    | |
| 26614        | Trakehner Kehre 7b (Lage) | O   | Reihenhaus                                          |                                                                                             | 1953/1954              | Reichow, Hans Bernhard; Lüttge, Gustav              | 30991    | BW |
| 24732        | Trakehner Kehre 7c (Lage) | O   | Reihenhaus                                          |                                                                                             | 1953/1954              | Reichow, Hans Bernhard; Lüttge, Gustav              | 30991    | BW |
| 24731        | Trakehner Kehre 7d (Lage) | O   | Reihenhaus                                          |                                                                                             | 1953/1954              | Reichow, Hans Bernhard; Lüttge, Gustav              | 30991    | BW |
| 24730        | Trakehner Kehre 7e (Lage) | O   | Reihenhaus                                          |                                                                                             | 1953/1954              | Reichow, Hans Bernhard; Lüttge, Gustav              | 30991    | BW |
| 24729        | Trakehner Kehre 8a (Lage) | O   | Reihenhaus                                          |                                                                                             | 1953/1954              | Reichow, Hans Bernhard; Lüttge, Gustav              | 30991    | |
| 26582        | Trakehner Kehre 8b (Lage) | O   | Reihenhaus                                          |                                                                                             | 1953/1954              | Reichow, Hans Bernhard; Lüttge, Gustav              | 30991    | BW |
| 26613        | Trakehner Kehre 8c (Lage) | O   | Reihenhaus                                          |                                                                                             | 1953/1954              | Reichow, Hans Bernhard; Lüttge, Gustav              | 30991    | BW |
| 26611        | Trakehner Kehre 8d (Lage) | O   | Reihenhaus                                          |                                                                                             | 1953/1954              | Reichow, Hans Bernhard; Lüttge, Gustav              | 30991    | BW |
| 26568        | Trakehner Kehre 8e (Lage) | O   | Reihenhaus                                          |                                                                                             | 1953/1954              | Reichow, Hans Bernhard; Lüttge, Gustav              | 30991    | BW |
| 26569        | Trakehner Kehre 9a (Lage) | O   | Reihenhaus                                          |                                                                                             | 1953/1954              | Reichow, Hans Bernhard; Lüttge, Gustav              | 30991    | BW |
| 26570        | Trakehner Kehre 9b (Lage) | O   | Reihenhaus                                          |                                                                                             | 1953/1954              | Reichow, Hans Bernhard; Lüttge, Gustav              | 30991    | BW |
| 26571        | Trakehner Kehre 9c (Lage) | O   | Reihenhaus                                          |                                                                                             | 1953/1954              | Reichow, Hans Bernhard; Lüttge, Gustav              | 30991    | BW |
| 26572        | Trakehner Kehre 9d (Lage) | O   | Reihenhaus                                          |                                                                                             | 1953/1954              | Reichow, Hans Bernhard; Lüttge, Gustav              | 30991    | BW |
| 26573        | Trakehner Kehre 9e (Lage) | O   | Reihenhaus                                          |                                                                                             | 1953/1954              | Reichow, Hans Bernhard; Lüttge, Gustav              | 30991    | BW |
| 26574        | Trakehner Kehre 10 (Lage) | O   | Mehrfamilienhaus                                    |                                                                                             | 1953/1954              | Reichow, Hans Bernhard; Lüttge, Gustav              | 30991    | BW |
| 26575        | Trakehner Kehre 11 (Lage) | O   | Mehrfamilienhaus                                    |                                                                                             | 1953/1954              | Reichow, Hans Bernhard; Lüttge, Gustav              | 30991    | BW |
| 26576        | Trakehner Kehre 12 (Lage) | O   | Mehrfamilienhaus                                    |                                                                                             | 1953/1954              | Reichow, Hans Bernhard; Lüttge, Gustav              | 30991    | BW |
| 26577        | Trakehner Kehre 13 (Lage) | O   | Mehrfamilienhaus                                    |                                                                                             | 1953/1954              | Reichow, Hans Bernhard; Lüttge, Gustav              | 30991    | BW |
| 26578        | Trakehner Kehre 14 (Lage) | O   | Mehrfamilienhaus                                    |                                                                                             | 1953/1954              | Reichow, Hans Bernhard; Lüttge, Gustav              | 30991    | BW |